# Liste der Tomatensorten/C
Erläuterungen und Quellen: Siehe Hauptartikel!
| Tomatensorte                                               | Bild | Beschreibung | Quellen                                  |
| ---------------------------------------------------------- | ---- | --- | ---------------------------------------- |
| C 191                                                      |      | Züchter: Enza Zaden Beheer B.V. | j                                        |
| C 2204                                                     |      | | j                                        |
| C 317                                                      |      | | j, o                                     |
| C 33                                                       |      | | c                                        |
| Ca Chua Hong                                               |      | | g, h                                     |
| Caballero                                                  |      | | j                                        |
| Caballo Red                                                |      | | c                                        |
| Cabalone                                                   |      | Züchter: Syngenta Crop Protection Ag | j                                        |
| Cabaret                                                    |      | Züchter: Zeraim Gedera Ltd (Il) | j                                        |
| Cabernet                                                   |      | | c, d                                     |
| Cabin                                                      |      | | c, d                                     |
| Cabin Potato Leaf                                          |      | | d                                        |
| Cabinet                                                    |      | | j, o                                     |
| Cabinet F1                                                 |      | | j                                        |
| Caborca                                                    |      | Züchter: Rijk Zwaan Zaadteelt En Zaadhandel Bv (Nl) | j                                        |
| Cabot                                                      |      | | c, d                                     |
| Caboto                                                     |      | Züchter: Magnum Seeds Inc (Us) | j                                        |
| Cabrales                                                   |      | Züchter: De Ruiter Seeds | j, o                                     |
| Cabrera                                                    |      | Züchter: Hm Clause Sa | j                                        |
| Cabri                                                      |      | Züchter: Les Graines Caillard | j                                        |
| Cabrils                                                    |      | Züchter: Semillas Fito, S.A. | j, o                                     |
| Cabrio                                                     |      | | j                                        |
| Cabrion                                                    |      | | j                                        |
| Cacique                                                    |      | | j                                        |
| Caciula                                                    |      | Züchter: Graines Voltz (Fr) | j                                        |
| Cadance                                                    |      | | j                                        |
| Caddo                                                      |      | | j                                        |
| Cadena                                                     |      | Züchter: De Ruiter Seeds | j, o                                     |
| Cadice                                                     |      | Züchter: Vilmorin Sa (Fr) | j                                        |
| Cadilly                                                    |      | | j                                        |
| Cadrilia                                                   |      | Züchter: Louis Poloni (Fr) | j                                        |
| Caesar                                                     |      | | j                                        |
| Cafe Bule                                                  |      | | c, d, f                                  |
| Cagliari                                                   |      | Züchter: Syngenta Seeds Bv (Nl) | j                                        |
| Caimanta Inta                                              |      | Züchter: Eea Salta | j                                        |
| Cairo                                                      |      | | j                                        |
| Cal Ace                                                    |      | | c, d, j                                  |
| Cal Culterator                                             |      | | c, d                                     |
| Cal J                                                      |      | | c, d, g, h, j                            |
| Cal Lake 4                                                 |      | | c, d                                     |
| Cal Roma (oder: Calroma)                                   |      | | j, o                                     |
| Cal Roma 2000 (oder: Cal Roma-2000. Calroma 2000)          |      | | j, o                                     |
|                                                            |      | | j                                        |
| Cal-F                                                      |      | | n                                        |
| Calabacito Rojo                                            |      | | c, d, e, g, h                            |
| Calabash                                                   |      | | h                                        |
| Calabash Rouge                                             |      | | n                                        |
| Calabre                                                    |      | | c, d                                     |
| Caladou                                                    |      | Züchter: Graines Gautier Sa (Fr)/Institut National De La Recherche Agronomique (Fr)/Sonito (Fr) | j                                        |
| Calamonte                                                  |      | Züchter: Petoseed Co.Inc. | j                                        |
| Calaplata                                                  |      | | c, d                                     |
| Caldea                                                     |      | | j                                        |
| Caldera                                                    |      | Züchter: Clause Semences Sa (Fr) | j                                        |
| Caldino                                                    |      | Züchter: Rijk Zwaan Zaadteelt En Zaadhandel B.V. | j, o                                     |
| Caleido                                                    |      | | j                                        |
| Calet                                                      |      | | j                                        |
| Calf's Heart                                               |      | | c, d                                     |
| Calgary                                                    |      | | j                                        |
| Calibra                                                    |      | | j                                        |
| Calida                                                     |      | | j                                        |
| Calidora                                                   |      | | j                                        |
| Caliendo                                                   |      | | j                                        |
| California                                                 |      | | j                                        |
| Californication                                            |      | Züchter: Nunhems B.V. | j                                        |
| Caligola                                                   |      | | j                                        |
| Caligula                                                   |      | | j                                        |
| Calimba                                                    |      | | j                                        |
| Calimero                                                   |      | | j                                        |
| Caline                                                     |      | Züchter: Institut National De La Recherche Agronomique (Fr) | j                                        |
| Calioso                                                    |      | Züchter: Rijk Zwaan Zaadteelt En Zaadhandel B.V. | j, o                                     |
| Calioso 72 153 Rz                                          |      | | j                                        |
| Calipso Rn (oder: 525/01)                                  |      | | j                                        |
| Calisa                                                     |      | | j                                        |
| Calista                                                    |      | Züchter: Hazera Genetics Ltd (Il) | j                                        |
| Callanzo                                                   |      | Züchter: Rijk Zwaan Zaadteelt En Zaadhandel B.V. | j, o                                     |
| Calli Orange                                               |      | | c, d                                     |
| Calliope                                                   |      | Züchter: Hazera Genetics Ltd (Il)/Yissum Research Dev Of The Hebrew University Of Jerusalem (Il) | j                                        |
| Callisto                                                   |      | Züchter: Daehnfeldt Hayetr O A/S (Dk) | j, o                                     |
| Calmarzano                                                 |      | | j                                        |
| Calnegre                                                   |      | Züchter: Enza Zaden B.V. | j, o                                     |
| Calosso                                                    |      | | j                                        |
| Calstar                                                    |      | | j                                        |
| Caluc                                                      |      | | g, h                                     |
| Caluna                                                     |      | Züchter: Rijk Zwaan Zaadteelt En Zaadhandel B.V. | j                                        |
| Calva (oder: Hairless/2)                                   |      | | g, h                                     |
| Calvano                                                    |      | | j                                        |
| Calvente                                                   |      | | j                                        |
| Calvi                                                      |      | Züchter: Graines Gautier Sa (Fr) | j                                        |
| Calypso                                                    |      | Züchter: Rijk Zwaan B.V. | c, d, f, g, h, j                         |
| Calzada                                                    |      | Züchter: Asgrow Seed Co., | j, o                                     |
| Camalay                                                    |      | | c, d                                     |
| Camaro                                                     |      | | j                                        |
| Camarque                                                   |      | Züchter: Enza Zaden Beheer B.V. | j, o                                     |
| Camelia (oder: Camélia)                                    |      | Züchter: Hazera Genetics Ltd. \Yissum, Research Development Company Of The Hebrew University Of Jerusalem | j, o                                     |
| Camelia (oder: Fa-819)                                     |      | | j                                        |
| Cameo                                                      |      | | j                                        |
| Cameron                                                    |      | Züchter: Novartis Seeds Bv (Nl) | j, o                                     |
| Camil                                                      |      | | j                                        |
| Camila                                                     |      | Züchter: Hort Seed Mediterrani, S.L | j                                        |
| Camillo                                                    |      | | j, o                                     |
| Camino                                                     |      | | j                                        |
| Camion                                                     |      | | j                                        |
| Camone                                                     |      | | c, d, j                                  |
| Camp Joy                                                   |      | | d, f                                     |
| Camp Joy Cherry                                            |      | | g, h                                     |
| Campa                                                      |      | Züchter: Les Graines Caillard Sa (Fr) | j                                        |
| Campadina 3                                                |      | | c                                        |
| Campana                                                    |      | Züchter: Seminis Veget.Seeds Inc | j, o                                     |
| Campanero                                                  |      | | j                                        |
| Campano                                                    |      | | j                                        |
| Campari F1                                                 |      | | d                                        |
| Camparitomate (oder: Campari. Campari-Tomate)              |      | Züchter: Enza Zaden Beheer B.V. | c, d, j                                  |
| Campbell                                                   |      | | c                                        |
| Campbell 1321                                              |      | | e, g, h                                  |
| Campbell 1327                                              |      | Züchter: Campbell (Us) | c, d, j, o                               |
| Campbell 135                                               |      | | c, d, g, h                               |
| Campbell 1402 Vf                                           |      | | j                                        |
| Campbell 146                                               |      | | c, d, g, h                               |
| Campbell 19                                                |      | | c, d                                     |
| Campbell 28                                                |      | | c, j                                     |
| Campbell 29                                                |      | | j                                        |
| Campbell 30                                                |      | | j                                        |
| Campbell 31                                                |      | | j                                        |
| Campbell 32 Vf                                             |      | | j                                        |
| Campbell 33                                                |      | | c, d, j                                  |
| Campbell 34                                                |      | | j                                        |
| Campbell 35                                                |      | | j                                        |
| Campbell 36                                                |      | | j                                        |
| Campbell 37                                                |      | | j                                        |
| Campbell 38                                                |      | | g, h, j                                  |
| Campeon                                                    |      | Züchter: Clause Semences (Fr) | j                                        |
| Campero                                                    |      | Züchter: Les Graines Caillard | j                                        |
| Campiello                                                  |      | Züchter: Isi Sementi Spa | j                                        |
| Campina                                                    |      | Züchter: Vilmorin Sa (Fr) | j                                        |
| Campion                                                    |      | | c, g, h                                  |
| Campionas                                                  |      | | j                                        |
| Camporosso                                                 |      | | j                                        |
| Campus                                                     |      | Züchter: Esasem Spa | j                                        |
| Camry                                                      |      | Züchter: Rijk Zwaan B.V. | j                                        |
| Cana                                                       |      | | g, h                                     |
| Canabec Rose                                               |      | | c, d                                     |
| Canabec Rouge                                              |      | | c, d, e                                  |
| Canabec Super                                              |      | | c, d                                     |
| Canada                                                     |      | | o                                        |
| Cañada                                                     |      | Züchter: Semillas Fito, S.A. | j                                        |
| Canada Long                                                |      | | c, d                                     |
| Canada Purple                                              |      | | c, d                                     |
| Canadian                                                   |      | | c, d                                     |
| Canadian Dwarf                                             |      | | c, d                                     |
| Canadian Heart                                             |      | | c, d                                     |
| Canario                                                    |      | Züchter: Hazera Genetics | c, d, j                                  |
| Canario De Siempre                                         |      | | j, o                                     |
| Canarity                                                   |      | Züchter: Diamond Seeds, S.L. | j                                        |
| Canatella Lignée Ariana 3                                  |      | | g, h                                     |
| Canatella Lignée Ariana 8                                  |      | | c, g, h                                  |
| Cancer                                                     |      | | c, d                                     |
| Candela                                                    |      | Züchter: Clause (Fr) | j                                        |
| Candela F1                                                 |      | Züchter: S&G Seeds B.V. | j                                        |
| Candella                                                   |      | | j                                        |
| Candia                                                     |      | | j                                        |
| Candy                                                      |      | Züchter: Geffen Frida | j                                        |
| Candy Enrama                                               |      | Züchter: Geffen Frida | j                                        |
| Candy Philoseed                                            |      | Züchter: Geffen Frida | j, o                                     |
| Candy Stripe (oder: Candystripes)                          |      | | d, g, h                                  |
| Candy Sweet Icicle                                         |      | | d                                        |
| Candy Tots                                                 |      | | j                                        |
| Candy's Old Yellow                                         |      | | c, d                                     |
| Candyplum                                                  |      | Züchter: Enza Zaden Beheer B.V. | j                                        |
| Canek                                                      |      | Züchter: Pablo Goldsmied. | j, o                                     |
| Canelli                                                    |      | | j                                        |
| Caner                                                      |      | | j                                        |
| Canerow                                                    |      | Züchter: Ferry Morse Seed Co.(Usa) (Us) | j                                        |
| Canestrina De Luca                                         |      | | f                                        |
| Canestrini                                                 |      | | c                                        |
| Canestrino                                                 |      | | d, j                                     |
| Canestrino 1                                               |      | | c, d                                     |
| Canestrino Di Lucca                                        |      | | c, j                                     |
| Canet                                                      |      | Züchter: Semillas Fito, S.A. | j, o                                     |
| Caniles                                                    |      | Züchter: Syngenta Crop Protection Ag | j, o                                     |
| Canilla                                                    |      | Züchter: Vilmorin Sa (Fr) | j                                        |
| Cankiz                                                     |      | | j                                        |
| Cannery Row                                                |      | Züchter: Ferry Morse Seed Co.(Usa) (Us) | j                                        |
| Cannery Star                                               |      | | j                                        |
| Cannonball                                                 |      | | c, d                                     |
| Canossa                                                    |      | | j                                        |
| Cansev 9 T 6101                                            |      | | j                                        |
| Cansu                                                      |      | Züchter: Syngenta Seeds B.V. | j                                        |
| Cantata                                                    |      | | j                                        |
| Cantatos                                                   |      | | j                                        |
| Cantic                                                     |      | | j                                        |
| Cantom                                                     |      | | j, o                                     |
| Cantona                                                    |      | | j                                        |
| Cantori                                                    |      | | j                                        |
| Cantou                                                     |      | Züchter: Centre Tech. De Conservation Des Produits Agricoles (Fr)/Institut National De La Recherche Agronomique (Fr) | j                                        |
| Cantuccio                                                  |      | Züchter: Syngenta Seeds B.V. | j                                        |
| Canty                                                      |      | Züchter: Diamond Seeds, S.L. | j                                        |
| Cantyca                                                    |      | Züchter: Gautier Semences Sas (Fr) | j                                        |
| Cantynflas                                                 |      | Züchter: Diamond Seeds, S.L. | j, o                                     |
| Canyon                                                     |      | | j                                        |
| Canyplum                                                   |      | Züchter: Enza Zaden Beheer B.V. | j                                        |
| Caoba                                                      |      | Züchter: Western Seed España, S.A. | j, o                                     |
| Caparina                                                   |      | Züchter: Hazera Genetics | j, o                                     |
| Capaya                                                     |      | | j                                        |
| Capaz                                                      |      | Züchter: Ferry Morse | j, o                                     |
| Capea                                                      |      | Züchter: Agro-Tip Handels- und Consultingges. mbH | j                                        |
| Capello                                                    |      | Züchter: De Ruiter Seeds | j                                        |
| Capirex                                                    |      | Züchter: Zeta Seeds S.L. | j                                        |
| Capita                                                     |      | | j                                        |
| Capital Al 200                                             |      | | j                                        |
| Capitan                                                    |      | | j                                        |
| Capitou                                                    |      | Züchter: Institut National De La Recherche Agronomique (Fr)/Sonito (Fr) | j                                        |
| Capivy                                                     |      | Züchter: Clause - Tezier (Fr) | j, o                                     |
| Capo                                                       |      | | c, g, h                                  |
| Caporal                                                    |      | Züchter: Verschave Philippe | j                                        |
| Cappella                                                   |      | | j                                        |
| Cappricia                                                  |      | Züchter: Rijk Zwaan Zaadteelt En Zaadhandel B.V. | j                                        |
| Cappuccino                                                 |      | | d                                        |
| Cappucino                                                  |      | | f                                        |
| Caprese                                                    |      | Züchter: De Ruiter Seeds B.V. | c, d, j                                  |
| Capri                                                      |      | Züchter: Ferry Morse Seed Co.(Usa) (Us) | c, d, j                                  |
| Capriati                                                   |      | | j                                        |
| Capriccio                                                  |      | Züchter: Gautier Semences Sas (Fr) | j                                        |
| Capriccio F1                                               |      | | f                                        |
| Capricciosa                                                |      | | d                                        |
| Caprice                                                    |      | | j                                        |
| Capricho                                                   |      | Züchter: Semillas Fito, S.A. | j, o                                     |
| Capricia                                                   |      | Züchter: Rijk Zwaan Zaadteelt En Zaadhandel B.V. | j                                        |
| Capricio                                                   |      | Züchter: Gautier Semences Sas (Fr) | j                                        |
| Capriciosa                                                 |      | | c                                        |
| Capriciu                                                   |      | Züchter: Burnichi Floarea | j                                        |
| Capricorn                                                  |      | | c, d                                     |
| Capricornio                                                |      | | j                                        |
| Caprifolia                                                 |      | | j, o                                     |
| Caprino                                                    |      | | j                                        |
| Captain                                                    |      | | j                                        |
| Captain Lucky                                              |      | | c, d                                     |
| Captain Lucky White                                        |      | | c                                        |
| Captiva                                                    |      | | j                                        |
| Capuera                                                    |      | | j                                        |
| Caqui                                                      |      | | g, h                                     |
| Caqui De Benaocaz                                          |      | | j, o                                     |
| Carabetta                                                  |      | | c                                        |
| Carabobo                                                   |      | | c, d, e, g, h                            |
| Caracao De Boi                                             |      | | c                                        |
| Caracas                                                    |      | Züchter: Les Graines Caillard Sa (Fr) | j                                        |
| Caraibo (oder: Caraïbo)                                    |      | Züchter: Institut National De La Recherche Agronomique (Fr) | c, d, j                                  |
| Caramba                                                    |      | Züchter: De Ruiter Seeds | j, o                                     |
| Caramella                                                  |      | | j                                        |
| Caramia                                                    |      | Züchter: De Ruiter Seeds B.V. | j                                        |
| Caran                                                      |      | | j, o                                     |
| Caransa                                                    |      | Züchter: Rijk Zwaan Zaadteelt En Zaadhandel B.V. | j                                        |
| Carat                                                      |      | Züchter: Agri-Saaten GmbH | j, o                                     |
| Carato                                                     |      | | j                                        |
| Caravan                                                    |      | Züchter: Zeraim Gedera Ltd (Il) | j                                        |
| Caravello                                                  |      | Züchter: Syngenta Seeds B.V. (Nl) | j                                        |
| Carbon                                                     |      | | c, d, e, f, g, h, n                      |
| Cardenal                                                   |      | Züchter: Ferry Morse | j, o                                     |
| Cardiff                                                    |      | | j                                        |
| Cardinal                                                   |      | Züchter: Yuksel | c, d, g, h, j                            |
| Cardyna                                                    |      | Züchter: Clause (Fr) | j                                        |
| Çare                                                       |      | | j                                        |
| Caretta                                                    |      | | j                                        |
| Carette                                                    |      | Züchter: Institut National De La Recherche Agronomique (Fr) | j                                        |
| Careza                                                     |      | | j, o                                     |
| Cargo                                                      |      | | j                                        |
| Cariatide (oder: Cariátide)                                |      | Züchter: Ramiro Arnedo, S.A. | j, o                                     |
| Caribe (oder: Ca.Ri.Be.)                                   |      | | c, d, j                                  |
| Caricia                                                    |      | | j                                        |
| Carie Claxon Yellow                                        |      | | c, d                                     |
| Carignan                                                   |      | Züchter: Vilmorin S.A. | j, o                                     |
| Carina                                                     |      | Züchter: Geoponiko Spiti Aebe | j                                        |
| Carinata                                                   |      | | g, h                                     |
| Carioca                                                    |      | Züchter: Isi Sementi S.P.A. Frazione (It) | j                                        |
| Carisma                                                    |      | Züchter: Burnichi Floarea | j, o                                     |
| Carla                                                      |      | Züchter: Intersemillas | c, j, o                                  |
| Carleton                                                   |      | | g, h                                     |
| Carlin                                                     |      | Züchter: Petoseed Co Inc (Us) | j                                        |
| Carlomagno                                                 |      | | j, o                                     |
| Carlos                                                     |      | | j                                        |
| Carlota                                                    |      | Züchter: Seminis Inc. | j, o                                     |
| Carlton                                                    |      | Züchter: Clause Semences Sa (Fr) | j                                        |
| Carma                                                      |      | Züchter: Les Graines Caillard Sa (Fr) | j                                        |
| Carmelita                                                  |      | | j, o                                     |
| Carmelita F1                                               |      | | j                                        |
| Carmella's Yellow Stripe (oder: Carmella's Yellow Stripes) |      | | d, f                                     |
| Carmello                                                   |      | Züchter: Les Graines Caillard Sa (Fr) | c, d, e, f, g, h, j                      |
| Carmelo                                                    |      | Züchter: Les Graines Caillard | j, o                                     |
| Carmelo F1                                                 |      | Züchter: Syngenta Seeds B.V. (Nl) | j                                        |
| Carmen                                                     |      | Züchter: Laboratoire De Recherche A.S.L. (Fr) | j                                        |
| Carmencita                                                 |      | | j, o                                     |
| Carmeuco N                                                 |      | Züchter: Eea La Consulta | j                                        |
| Carmeuco Vmt                                               |      | Züchter: Eea La Consulta | j                                        |
| Carmin                                                     |      | | g, h                                     |
| Carmin Violett (oder: Carminviolett)                       |      | | f, g, h                                  |
| Carmina                                                    |      | | c                                        |
| Carminio                                                   |      | Züchter: De Ruiter Zonen (Nl) | j                                        |
| Carmit                                                     |      | Züchter: Yissum, Research Development Company Of The Hebrew University Of Jerusalem | j                                        |
| Carmos                                                     |      | Züchter: General Seed & Food Industries S.A. | j                                        |
| Carnaby                                                    |      | Züchter: Isi Sementi Spa | j                                        |
| Carnata                                                    |      | | j                                        |
| Carnaval                                                   |      | Züchter: Zeraim Gedera Ltd (Il) | j                                        |
| Carnegie                                                   |      | | j                                        |
| Carnevale                                                  |      | Züchter: Hm Clause Sa (Fr) | j                                        |
| Carnica                                                    |      | | c, f                                     |
| Carnosa Haba Select                                        |      | | g, h                                     |
| Caro Inta                                                  |      | Züchter: Est.Exp.Agrop. La Consulta Inta | j                                        |
| Caro Red                                                   |      | Züchter: Domaine Public (Fr) | c, d, g, h, j, o                         |
| Caro Rich                                                  |      | Fruchtgewicht: 120 bis 150 g. Züchter: Domaine Public (Fr) | c, d, e, f, g, h, j, m, n                |
| Carobella                                                  |      | | j                                        |
| Carobeta                                                   |      | | j                                        |
| Carobetta                                                  |      | | c, m, n                                  |
| Caroca Inta                                                |      | Züchter: Eea La Consulta | j                                        |
| Carol                                                      |      | Züchter: Intersemillas | j, o                                     |
| Carol Chyko's Big Paste                                    |      | | c, d                                     |
| Carol Chyko's Big Paste Black                              |      | | d                                        |
| Carol Chyko's Paste Black                                  |      | | c                                        |
| Carol 7                                                    |      | Züchter: Matsuda Yasuo, Suzuki Akitaka, Ikami Kazutaka | j, o                                     |
| Caroletta                                                  |      | | d, e, g, h, j                            |
| Caroletta Orange                                           |      | | g, h                                     |
| Carolina                                                   |      | Züchter: Hebrew Uni/Hazera | j, o                                     |
| Carolina Mt.                                               |      | | d                                        |
| Caroni                                                     |      | | j                                        |
| Caronte                                                    |      | Züchter: Isi Sementi Spa | j                                        |
| Carotina                                                   |      | | c, e, g, h, m, n                         |
| Carotino                                                   |      | | j                                        |
| Carousel                                                   |      | | j                                        |
| Carovita                                                   |      | | j                                        |
| Carpanthia                                                 |      | Züchter: Syngenta Seeds B.V. | j                                        |
| Carpenter                                                  |      | Züchter: Gautier Semences Sas (Fr) | j                                        |
| Carpio                                                     |      | Züchter: Seminis Veget.Seeds Inc | j                                        |
| Carpy                                                      |      | Züchter: Les Graines Caillard Sa (Fr) | j                                        |
| Carree                                                     |      | | c, d                                     |
| Carrera                                                    |      | Züchter: Pioneer Hi-Bred Italia Servizi Agronomici Srl | j                                        |
| Carrerada 15                                               |      | Züchter: Semillas Batlle, S.A. | j, o                                     |
| Carrick                                                    |      | | g, h                                     |
| Carrot-Like (oder: Carrot Like)                            |      | | d, e, g, h                               |
| Carson                                                     |      | | j                                        |
| Cartago                                                    |      | Züchter: Syngenta Seeds B.V. | j                                        |
| Cartago Pear                                               |      | | c, d                                     |
| Carter's Mortgage Lifter                                   |      | | c, d                                     |
| Carter's Sunrise                                           |      | | c, d                                     |
| Carters Fruit                                              |      | | j, o                                     |
| Cartesio                                                   |      | Züchter: Clause (Fr) | j                                        |
| Cartika                                                    |      | Züchter: S.A.I.S. Societá Agricola Italiana Sementi | j                                        |
| Cartoloccio                                                |      | | c                                        |
| Carton                                                     |      | | j                                        |
| Caruso                                                     |      | Züchter: De Ruiter Seeds | j                                        |
| Casa Del Sol                                               |      | Züchter: Sunseeds Ltd | j                                        |
| Casablanca                                                 |      | Züchter: Western Seed España, S.A. | j, o                                     |
| Casady's Folly                                             |      | | c, d                                     |
| Casania                                                    |      | | j                                        |
| Casanova                                                   |      | Züchter: Lamboseeds S.R.L. | j                                        |
| Casanuova                                                  |      | Züchter: Lamboseeds S.R.L. | j                                        |
| Casaque Rouge                                              |      | Züchter: Domaine Public (Fr) | c, g, h, j                               |
| Casarino                                                   |      | Züchter: Nirit Seeds Ltd | j                                        |
| Cascada                                                    |      | Züchter: Zeraim Gedera Ltd. | j                                        |
| Cascada Lava Speckled                                      |      | | c                                        |
| Cascadas                                                   |      | Züchter: Zeraim Gedera Ltd. | j, o                                     |
| Cascade                                                    |      | Züchter: Gautier Semences Sas (Fr) | j                                        |
| Cascade Lava                                               |      | | c, d, e, f                               |
| Cascade Lava Striped                                       |      | | d                                        |
| Cascade Village Blue                                       |      | | c, d                                     |
| Cascara                                                    |      | | j                                        |
| Cascara Rendidora                                          |      | | c, d                                     |
| Casema                                                     |      | Züchter: Syngenta Seeds B.V. | j                                        |
| Casey's Pure Yellow                                        |      | | c, d, e                                  |
| Cash                                                       |      | | j                                        |
| Casia                                                      |      | Züchter: Vikima Seed A.S. | j                                        |
| Casiana                                                    |      | | j                                        |
| Casilda                                                    |      | Züchter: Tezier Sa (Fr) | j                                        |
| Casino                                                     |      | | c, d                                     |
| Casino Chips                                               |      | | c, d, e                                  |
| Casino Royale                                              |      | Züchter: Ferry Morse Seed Co.(Usa) (Us) | j                                        |
| Casmir                                                     |      | | j                                        |
| Caspar                                                     |      | Züchter: Royal Sluis | c, j, o                                  |
| Caspar F1                                                  |      | Züchter: Seminis | j, k, o                                  |
| Caspar I                                                   |      | | j                                        |
| Caspian F1                                                 |      | | c                                        |
| Caspian Pink                                               |      | Reifezeit: 80 Tage. | c, d, e, g, h, i (31. August 2016)       |
| Cassade                                                    |      | | c                                        |
| Cassandra                                                  |      | Züchter: Semillas Almeria I+D, S.L. | j                                        |
| Cassanta                                                   |      | Züchter: De Ruiter Zonen (Nl) | j, o                                     |
| Cassina                                                    |      | | j                                        |
| Cassio                                                     |      | Züchter: L. Daehnfeldt A/S | j, o                                     |
| Cassiopeia                                                 |      | Züchter: Zeraim Gedera Ltd (Il) | j, o                                     |
| Cassis                                                     |      | | j                                        |
| Cassius                                                    |      | | j                                        |
| Cassowary                                                  |      | Züchter: Nunhems B.V., Nunhems B.V. | j, o                                     |
| Castalia                                                   |      | Züchter: Semillas Batlle, S.A. | j                                        |
| Castaneta                                                  |      | | j                                        |
| Castanheira                                                |      | | j, o                                     |
| Castel                                                     |      | | j                                        |
| Castel I                                                   |      | | j                                        |
| Castella                                                   |      | | j                                        |
| Castellane                                                 |      | Züchter: Graines Gautier Sa (Fr) | j                                        |
| Castelo                                                    |      | Züchter: Graines Gautier, S.A. | j, o                                     |
| Castle Red                                                 |      | Züchter: Sunseeds Company | j, o                                     |
| Castle Rock Sudan Special                                  |      | | j                                        |
| Castlebar                                                  |      | | j                                        |
| Castleblock                                                |      | | g, h                                     |
| Castlecrown                                                |      | | j                                        |
| Castlehy 105                                               |      | | j                                        |
| Castlerock                                                 |      | Züchter: Sunseeds Company | j, o                                     |
| Castleroyal                                                |      | Züchter: A. L. Castle, Inc. | j, o                                     |
| Castlong                                                   |      | | j                                        |
| Castlong Ug                                                |      | Züchter: Sunseeds Company | j, o                                     |
| Castone                                                    |      | Züchter: Centre Tech. De Conservation Des Produits Agricoles (Fr)/Institut National De La Recherche Agronomique (Fr) | j                                        |
| Castor                                                     |      | Züchter: F.A.Hebrew Uni-B.Gurion | j, o                                     |
| Castore 88-032                                             |      | Züchter: C.R.A. - Centro Di Ricerca Per L'Orticoltura (Pontecagnano, Sa) | j                                        |
| Castryl                                                    |      | Züchter: Semillas Fito, S.A. | j, o                                     |
| Cataisa                                                    |      | Züchter: Western Seed España, S.A. | j, o                                     |
| Catala                                                     |      | Züchter: Cuartero-Costa-Nuez | j, o                                     |
| Catalana                                                   |      | | g, h                                     |
| Cataldo                                                    |      | Züchter: Isi Sementi Spa | j                                        |
| Catalina                                                   |      | Züchter: Hazera Genetics Ltd. \Yissum, Research Development Company Of The Hebrew University Of Jerusalem | j                                        |
| Catedral                                                   |      | | j                                        |
| Caterina                                                   |      | Züchter: Grati, Maria, Md, Uralet, Ludmila, Md, Grati, Vasile, Md, Jacota, Anatol, Md | j                                        |
| Catherine                                                  |      | Züchter: Hazera Genetics Ltd (Il)/Yissum Research Dev Of The Hebrew University Of Jerusalem (Il) | j                                        |
| Cathy                                                      |      | Züchter: Seminis Vegetable Seeds, Inc. | j                                        |
| Catinca                                                    |      | Züchter: Agro-Tip Handels- und Consultingges. mbH | j                                        |
| Catwell                                                    |      | | c, d                                     |
| Caty                                                       |      | Züchter: De Ruiter Seeds | j, o                                     |
| Caudillo                                                   |      | Züchter: Top Seeds | j                                        |
| Cauralina                                                  |      | Züchter: Gautier Semences Sas (Fr) | j                                        |
| Cavalier                                                   |      | | c, d                                     |
| Cavalier F1                                                |      | | d                                        |
| Cavallino                                                  |      | | j                                        |
| Cavallino Venedig                                          |      | | c                                        |
| Cave De Beauf                                              |      | | c, n                                     |
| Cavendish                                                  |      | | c                                        |
| Cavern                                                     |      | | n                                        |
| Cayambe                                                    |      | | j                                        |
| Cazarron                                                   |      | Züchter: Evergrow Seed | j, o                                     |
| Cazibe                                                     |      | | j                                        |
| Cc 2781                                                    |      | | g, h                                     |
| Ceainaia Roza                                              |      | Züchter: Makovei, Milania, Md, Guseva, Liudmila, Md, Beleaev, Pavel, Md, Botnari, Vasile, Md, Lupascu, Galina, Md | j                                        |
| Cecile                                                     |      | Züchter: Hazera Genetics Ltd (Il) | j, o                                     |
| Cecilia (oder: Cécilia)                                    |      | Züchter: Gsn Semences Sas (Fr) | j                                        |
| Cecilio                                                    |      | Züchter: Clause - Tezier (Fr) | j                                        |
| Cecillio                                                   |      | Züchter: Clause - Tezier (Fr) | j                                        |
| Cedral                                                     |      | | j                                        |
| Cedrico                                                    |      | Züchter: Rijk Zwaan Zaadteelt En Zaadhandel B.V. | j                                        |
| Ceibo                                                      |      | | j                                        |
| Celano                                                     |      | | j                                        |
| Celaya                                                     |      | Züchter: Clause Semences Sa (Fr) | j, o                                     |
| Celaya (oder: Clx 3785)                                    |      | | j                                        |
| Celebration                                                |      | Züchter: Hazera Genet./Yissum Rese | j, o                                     |
| Celebrity                                                  |      | | c, d, j                                  |
| Celebrity F1                                               |      | | c, d                                     |
| Celena                                                     |      | Züchter: Produkcja I Hodowla Roslin Ogrodniczych Krzeszowice Sp. Z O.O. | j                                        |
| Celesta                                                    |      | Züchter: Clause Semences Sa (Fr) | j                                        |
| Celeste                                                    |      | Züchter: Hazera Genetics | j, o                                     |
| Celesteen                                                  |      | Züchter: Hm Clause Sa (Fr) | j, o                                     |
| Celestial                                                  |      | | j, o                                     |
| Celestino                                                  |      | Züchter: Enza Zaden Beheer B.V. | j, o                                     |
| Celgoal                                                    |      | Züchter: De Ruiter Seeds | j                                        |
| Celia                                                      |      | Züchter: Tezier Sa (Fr) | j                                        |
| Celica                                                     |      | | j                                        |
| Celina                                                     |      | Züchter: Zeraim Gedera Ltd. Seed Company | j                                        |
| Celine                                                     |      | | j                                        |
| Cello                                                      |      | Züchter: Seminis Svs Holland, Nl | j                                        |
| Celorio                                                    |      | Züchter: Graines Gautier, S.A. | j, o                                     |
| Celsior (oder: Célsior)                                    |      | Züchter: Royal Sluis France Sarl (Fr) | c, e, j, n                               |
| Celta                                                      |      | Züchter: Seminis Veget.Seeds Inc | j                                        |
| Celtics                                                    |      | | j                                        |
| Celzus                                                     |      | Züchter: Monsanto Invest N.V. | j                                        |
| Ceman                                                      |      | | c, d, e, f                               |
| Cementnik                                                  |      | | c, d                                     |
| Cemile                                                     |      | | j                                        |
| Cemilia                                                    |      | Züchter: Yuksel Tohumculuk Tarim San. Ve Tic. Ltd. Sti. | j                                        |
| Cemser                                                     |      | Züchter: Syngenta Seeds B.V. | j                                        |
| Cencara                                                    |      | Züchter: Vilmorin S.A. | j                                        |
| Cencarra                                                   |      | | c                                        |
| Ceneviz                                                    |      | | j                                        |
| Cenko Bona                                                 |      | | n                                        |
| Centauri                                                   |      | Züchter: Hm Clause Sa (Fr) | j, o                                     |
| Centauro                                                   |      | | j, o                                     |
| Centaurus                                                  |      | | j                                        |
| Centella                                                   |      | Züchter: Hazera Genetics | j, o                                     |
| Centenario                                                 |      | | j, o                                     |
| Centenário                                                 |      | | j                                        |
| Centennial Rocket                                          |      | | c, d                                     |
| Centiro                                                    |      | | j                                        |
| Centuplo                                                   |      | Züchter: Clause - Tezier (Fr) | j                                        |
| Centurion                                                  |      | | j                                        |
| Century                                                    |      | | j                                        |
| Centus                                                     |      | Züchter: Isi Sementi Spa | j                                        |
| Ceranto                                                    |      | Züchter: Rijk Zwaan Zaadteelt En Zaadhandel B.V. | j, o                                     |
| Cerasa                                                     |      | Züchter: Peotec Seeds Srl | j                                        |
| Cerasi                                                     |      | | g, h                                     |
| Cerasiforme                                                |      | | e                                        |
| Ceraso                                                     |      | | j, o                                     |
| Ceraso F1                                                  |      | | j                                        |
| Cerasuolo                                                  |      | Züchter: Nirit Seeds Ltd | j                                        |
| Cerca                                                      |      | | j                                        |
| Cereja                                                     |      | | f                                        |
| Cereja Pendente Yashi                                      |      | | c                                        |
| Ceren                                                      |      | | j                                        |
| Ceres                                                      |      | | j                                        |
| Cereza Amarilla                                            |      | Züchter: Pieterpikzonen B.V. | c, d, f, j, n                            |
| Ceridani                                                   |      | Züchter: Siromeatnicov, Iulia, Md, Botnari, Vasile, Md, Jacota, Anatolie, Md, Balaur, Nicolae, Md, Cotenco, Eugenia, Md, Ciobanu, Renata, Md, Chirilov, Eleonora, Md | j, o                                     |
| Çerinar                                                    |      | | j                                        |
| Cerise                                                     |      | Züchter: Domaine Public (Fr) | c, d, g, h, j                            |
| Cerise Chocolat                                            |      | Züchter: Domaine Public (Fr) | j                                        |
| Cerise Gelb (oder: Cerise Jaune)                           |      | | c, m, n                                  |
| Cerise Japonaise                                           |      | | c                                        |
| Cerise Jaune Abel                                          |      | | c                                        |
| Cerise Orange                                              |      | | c, d, e, g, h                            |
| Cerise Rose                                                |      | Züchter: Domaine Public (Fr) | c, j                                     |
| Cerise Rose Quartz                                         |      | Züchter: Domaine Public (Fr) | j                                        |
| Cerise Rot                                                 |      | | m                                        |
| Cerise Rot Groß                                            |      | | n                                        |
| Cerisette Brin De Muguet                                   |      | Züchter: Domaine Public (Fr) | j                                        |
| Cernua                                                     |      | | g, h                                     |
| Cero Blackburn                                             |      | | c, d                                     |
| Certy                                                      |      | Züchter: Zeta Seeds, S.L. | j, o                                     |
| Cervantes                                                  |      | Züchter: Hm Clause Sa (Fr) | j, o                                     |
| Cervená Ceresienka                                         |      | | g, h                                     |
| Cerveny Fik                                                |      | | c, g, h, n                               |
| Cerveny Obr Sladky                                         |      | | g, h                                     |
| Ceryto                                                     |      | Züchter: Southern Seed S.R.L. | j                                        |
| Cesar                                                      |      | Züchter: Intersemillas | j, o                                     |
| Cesarino                                                   |      | | j, o                                     |
| Cesu Agrais                                                |      | | c, d, n                                  |
| Cesu Agrie                                                 |      | | e                                        |
| Cetia                                                      |      | Züchter: Clause - Tezier (Fr) | j                                        |
| Çetin (oder: A 1602)                                       |      | | j                                        |
| Cetrois                                                    |      | Züchter: Graines Gautier Sa (Fr) | j                                        |
| Cevahir                                                    |      | | j                                        |
| Cevher                                                     |      | | j                                        |
| Ceyhan                                                     |      | | j                                        |
| Ceylin                                                     |      | | j                                        |
| Ceylon                                                     |      | Züchter: Domaine Public (Fr) | c, d, f, j                               |
| Cezari                                                     |      | Züchter: Rijk Zwaan Zaadteelt En Zaadhandel B.V. | j, o                                     |
| Chabarowsk 308                                             |      | | c                                        |
| Chablis                                                    |      | | j                                        |
| Chacolin                                                   |      | Züchter: De Ruiter Seeds | j, o                                     |
| Chadd's Ford                                               |      | | d, f                                     |
| Chadd's Ford Green                                         |      | | d, f                                     |
| Chadd's Ford Red                                           |      | | d                                        |
| Chadwick's Cherry (oder: Camp Joy Cherry)                  |      | | c, d, e, g, h                            |
| Chagbka                                                    |      | | c, d                                     |
| Chaguaya                                                   |      | | j                                        |
| Chair De Boeuf Précoce                                     |      | | c, d                                     |
| Chalchalero                                                |      | | j                                        |
| Chalilis                                                   |      | | c, d                                     |
| Chalk's Early Jewel                                        |      | | c, d, e, g, h                            |
| Challenge                                                  |      | | j                                        |
| Challenger                                                 |      | Züchter: Trivellato Seeds S.R.L. | j                                        |
| Chalma                                                     |      | Züchter: Gavrish Sergej Fedorovich, Amcheslavskaya Elena Valentinovna, Kapustina Raisa Nikolaevna, Gladkov Dmitrij Sergeevich, Nesterovich Arkadij Nikolaevich, Volkov Aleksandr Aleksandrovich, Semenova Anna Nikolaevna, Artemieva Galina Mihajlovna, Filimonova Yuliya Alekseevna | d, j                                     |
| Chaman                                                     |      | Züchter: Asgrow Seed Company (Us)/Bruinsma (Nl) | j                                        |
| Chamba                                                     |      | Züchter: Vilmorin Sa (Fr) | j                                        |
| Chamonew                                                   |      | Züchter: Syngenta Seeds B.V. | j, o                                     |
| Champ                                                      |      | | c, d                                     |
| Champ Martin                                               |      | | c                                        |
| Champagne Cherry                                           |      | | c, d, e, m                               |
| Champion                                                   |      | Züchter: Hoogstraten Jaap | g, h, j                                  |
| Champion II                                                |      | | c                                        |
| Champion II F1                                             |      | | d                                        |
| Championen                                                 |      | | g, h                                     |
| Chan                                                       |      | | j                                        |
| Chance                                                     |      | Züchter: De Ruiter Zonen (Nl) | j                                        |
| Chanel                                                     |      | | j                                        |
| Chanell                                                    |      | | j                                        |
| Chang Hong                                                 |      | | j, o                                     |
| Chano                                                      |      | | j                                        |
| Chanson                                                    |      | Züchter: Hazera Genetics | j, o                                     |
| Chantal                                                    |      | | j                                        |
| Chantelle                                                  |      | | j                                        |
| Chantillon                                                 |      | | j                                        |
| Chapa                                                      |      | | g, h                                     |
| Chapaco                                                    |      | | j                                        |
| Chapaj                                                     |      | Züchter: Dederko Vladimir Nikolaevich, Postnikova Olga Valentinovna | j                                        |
| Chapeau                                                    |      | | j                                        |
| Chapiri                                                    |      | Züchter: Vilmorin Sa (Fr) | j                                        |
| Chapius                                                    |      | | c, d                                     |
| Chapman                                                    |      | | c, d, e, f, g, h                         |
| Chapman Gold                                               |      | | c, d                                     |
| Chapman Special                                            |      | | c, d                                     |
| Chapter                                                    |      | | j                                        |
| Charade                                                    |      | Züchter: Rijk Zwaan | j, o                                     |
| Charai                                                     |      | | j, o                                     |
| Charanda                                                   |      | Züchter: Vilmorin Sa (Fr) | j, o                                     |
| Charanda F1                                                |      | Züchter: Vilmorin | j, k                                     |
| Charbonne                                                  |      | | n                                        |
| Charger                                                    |      | | j                                        |
| Charger F1                                                 |      | | d                                        |
| Charger W 425                                              |      | Züchter: Western Seed España, S.A. | j, o                                     |
| Chariot                                                    |      | | j                                        |
| Charity                                                    |      | Züchter: Moran Shelef | j, o                                     |
| Charivnyi F1                                               |      | | j, o                                     |
| Charkovskij 55                                             |      | | g, h                                     |
| Charles                                                    |      | | j                                        |
| Charleston                                                 |      | Züchter: Novartis Seeds Bv (Nl) | j                                        |
| Charlie Chaplin                                            |      | | c, d, e                                  |
| Charlie Green                                              |      | | j, o                                     |
| Charlie's Green                                            |      | Züchter: Domaine Public (Fr) | d, f, j                                  |
| Charlie's Pride And Joyd                                   |      | | c                                        |
| Charline                                                   |      | | j                                        |
| Charlotte                                                  |      | Züchter: Hazera Genet./Yissum Rese | j, o                                     |
| Charly                                                     |      | Züchter: Golden West Seed Co. Inc. | j                                        |
| Charly Green                                               |      | | c                                        |
| Charly Palma                                               |      | Züchter: Semillero Andaluz, S.A. | j                                        |
| Charm                                                      |      | Züchter: Bejo Zaden B.V. | j, o                                     |
| Charmant                                                   |      | | j                                        |
| Charme                                                     |      | | j                                        |
| Charodej                                                   |      | Züchter: Kondratieva Irina Yurievna, Kandoba Elena Evgenievna | j                                        |
| Charoni                                                    |      | | j, o                                     |
| Charovnitsa                                                |      | Züchter: Kondratieva Irina Yurievna, Kandoba Elena Evgenievna | j                                        |
| Chaser                                                     |      | | j                                        |
| Chateau Rose                                               |      | | c, d                                     |
| Chazal                                                     |      | | j                                        |
| Chd 15 2062                                                |      | Züchter: Seminis Vegetable Seeds Inc. | j, o                                     |
| Chebros                                                    |      | | g, h                                     |
| Checha                                                     |      | | j, o                                     |
| Chedevr                                                    |      | | d                                        |
| Chedewr                                                    |      | | c                                        |
| Cheers                                                     |      | | j                                        |
| Cheery Fountain                                            |      | Züchter: Floranova Ltd. | j                                        |
| Cheesemanii                                                |      | Züchter: Pieterpikzonen B.V. | j                                        |
| Cheesemans                                                 |      | | c, d                                     |
| Cheetah                                                    |      | | j                                        |
| Cheethams                                                  |      | | f                                        |
| Chef                                                       |      | | g, h, j                                  |
| Chef Vf                                                    |      | Züchter: Petoseed Co.Inc. | j                                        |
| Chelbas                                                    |      | Züchter: Gavrish Sergej Fedorovich, Morev Viktor Vasilievich, Amcheslavskaya Elena Valentinovna, Degovtsova Tatiyana Vladimirovna, Volok Olga Anatolievna, Gavrish Fedor Sergeevich                                                                                                  | j, o                                     |
| Chelino                                                    |      | Züchter: Enza Zaden Beheer B.V. | j                                        |
| Chello                                                     |      | | c, d, e, f, g, h                         |
| Chelnok                                                    |      | Züchter: Agapov Aleksandr Stepanovich, Skvortsova Rufina Vasilievna, Kondratieva Irina Yurievna, Gurkina Lyubov' Kirillovna | j                                        |
| Chelse                                                     |      | Züchter: Monsanto Holland B.V. | j                                        |
| Chelsea Mini                                               |      | Züchter: Ikegami Takayuki, Matsuda Yasuo, Hashiguchi Taira | j, o                                     |
| Chelyabinskij Meteorit                                     |      | Züchter: Myazina Lyubov' Anatolievna | j                                        |
| Chempion Vesa                                              |      | | c                                        |
| Chendo                                                     |      | | j                                        |
| Chenoa                                                     |      | Züchter: Enza Zaden B.V. | j, o                                     |
| Cheonggang                                                 |      | Züchter: Kim, Ilyong | j, o                                     |
| Cheramy                                                    |      | Züchter: Rijk Zwaan | j, o                                     |
| Cherelino                                                  |      | | j                                        |
| Chereshenka                                                |      | Züchter: Myazina Lyubov' Anatolievna, Kudryavtseva Elizaveta Romanovna | j                                        |
| Cheresita                                                  |      | | j                                        |
| Cheri                                                      |      | Züchter: Zeraim Gedera Ltd. | j, o                                     |
| Cherink                                                    |      | | j                                        |
| Cherion                                                    |      | Züchter: Nunhems B.V. | j, o                                     |
| Cherisita                                                  |      | | j                                        |
| Cherita                                                    |      | | j                                        |
| Cherkezica                                                 |      | Züchter: Hristo Georgiev, Nikolay Matakov | j                                        |
| Chernaya Lakomka                                           |      | Züchter: Hovrin Aleksandr Nikolaevich, Tereshonkova Tatiyana Arkadievna, Klimenko Nikolaj Nikolaevich, Kostenko Aleksandr Nikolaevich | j                                        |
| Chernaya Vishnya                                           |      | | d                                        |
| Chernomor                                                  |      | Züchter: Kondratieva Irina Yurievna, Kandoba Elena Evgenievna | d, e, g, h, j                            |
| Chernomor Regular Leaf                                     |      | | d                                        |
| Chernomorskiy Gigant                                       |      | | d                                        |
| Chernyi Krim                                               |      | | d                                        |
| Chernyi Mamont                                             |      | | d                                        |
| Chernyj Baron                                              |      | Züchter: Ognev Valerij Vladimirovich, Klimenko Nikolaj Nikolaevich, Kostenko Aleksandr Nikolaevich, Sergeev Vladimir Valerievich | j                                        |
| Chernyj Mavr (oder: Cherny Mavr. Chernyi Mavr)             |      | Züchter: Nalizhityj Vladimir Maksimovich, Korotkov Sergej Anatolievich, Dynnik Anatolij Vasilievich, Kochkin Aleksandr Viktorovich | d, j                                     |
| Chernyj Prints                                             |      | Züchter: Nalizhityj Vladimir Maksimovich, Korotkov Sergej Anatolievich, Dynnik Anatolij Vasilievich | j                                        |
| Chernyj Shokolad                                           |      | Züchter: Gorshkova Nina Sergeevna, Hovrin Aleksandr Nikolaevich, Maksimov Sergej Vasilievich, Tereshonkova Tatiyana Arkadievna | j                                        |
| Chernyj Slon                                               |      | Züchter: Andreeva Evgeniya Nikolaevna, Sysina Elena Artemievna, Nazina Sofiya Luisovna, Bogdanov Kirill Borisovich, Ushakova Mariya Ivanovna | j                                        |
| Chernyj Zhemchug                                           |      | Züchter: Gavrish Sergej Fedorovich, Morev Viktor Vasilievich, Amcheslavskaya Elena Valentinovna, Degovtsova Tatiyana Vladimirovna, Volok Olga Anatolievna, Vasilieva Margarita Yurievna                                                                                              | j                                        |
| Chernysh                                                   |      | Züchter: Meshkov Aleksej Viktorovich, Nesterovich Arkadij Nikolaevich, Terehova Vera Ivanovna, Dolgov Sergej Vladimirovich | j                                        |
| Cherokee                                                   |      | Züchter: North Carolina Agricultural Experiment Station | d, h, j, o                               |
| Cherokee Black                                             |      | | c, d                                     |
| Cherokee Chocolate (oder: Cheroquee Chocolate)             |      | | c, d, e, f, g, h, m                      |
| Cherokee Golden                                            |      | | f, g                                     |
| Cherokee Green                                             |      | | c, d, e, f, g, h                         |
| Cherokee Green Grape                                       |      | | d                                        |
| Cherokee Green Pear                                        |      | | c, d, e, f                               |
| Cherokee Lime                                              |      | | d                                        |
| Cherokee Mix                                               |      | | f                                        |
| Cherokee Purple (oder: Cheroquee Purple)                   |      | Züchter: Domaine Public (Fr) | b, c, d, e, f, g, h, j, n                |
| Cherokee Purple Heart                                      |      | | c, d                                     |
| Cherokee Purple Pink                                       |      | | c, d                                     |
| Cherokee Purple Potato Leaf                                |      | | c, d                                     |
| Cherokee Purple Rl                                         |      | | g, h                                     |
| Cherokee Red                                               |      | | c, d, f                                  |
| Cherokee Red Potato Leaf                                   |      | | d                                        |
| Cherokee Ronde                                             |      | | c                                        |
| Cherokee Tiger Black                                       |      | | c, d                                     |
| Cherokee Tiger Large                                       |      | | c, d                                     |
| Cherokee White                                             |      | | c, d                                     |
| Cherri Klubnichnyj                                         |      | Züchter: Lukiyanenko Anatolij Nikitovich, Dubinin Sergej Vladimirovich, Dubinina Irina Nikolaevna | j                                        |
| Cherri Malinovaya                                          |      | Züchter: Gavrish Sergej Fedorovich, Morev Viktor Vasilievich, Amcheslavskaya Elena Valentinovna, Degovtsova Tatiyana Vladimirovna, Volok Olga Anatolievna | j                                        |
| Cherri Palchiki                                            |      | Züchter: Myazina Lyubov' Anatolievna | j                                        |
| Cherri So Slivkami                                         |      | Züchter: Lukiyanenko Anatolij Nikitovich, Dubinin Sergej Vladimirovich, Dubinina Irina Nikolaevna | j                                        |
| Cherri Yantarnyj                                           |      | Züchter: Gavrish Sergej Fedorovich, Morev Viktor Vasilievich, Amcheslavskaya Elena Valentinovna, Degovtsova Tatiyana Vladimirovna, Volok Olga Anatolievna, Vasilieva Margarita Yurievna                                                                                              | j                                        |
| Cherrie Kisses                                             |      | Züchter: Namdhari Seeds Pvt Ltd | j, o                                     |
| Cherriira                                                  |      | Züchter: Alekseev Yurij Borisovich | j                                        |
| Cherrikira                                                 |      | Züchter: Alekseev Yurij Borisovich | j                                        |
| Cherrikollo                                                |      | Züchter: Alekseev Yurij Borisovich | j                                        |
| Cherrilikopa                                               |      | Züchter: Alekseev Yurij Borisovich | j                                        |
| Cherriliza                                                 |      | Züchter: Alekseev Yurij Borisovich | j                                        |
| Cherrimaksik                                               |      | Züchter: Alekseev Yurij Borisovich | j                                        |
| Cherrimio                                                  |      | Züchter: Alekseev Yurij Borisovich | j                                        |
| Cherrinano                                                 |      | Züchter: Myazina Lyubov' Anatolievna | j                                        |
| Cherrinegro                                                |      | Züchter: Alekseev Yurij Borisovich | j                                        |
| Cherrio                                                    |      | | c, d                                     |
| Cherriots Of Fire                                          |      | | c                                        |
| Cherririo                                                  |      | Züchter: Alekseev Yurij Borisovich | j                                        |
| Cherriroza                                                 |      | Züchter: Alekseev Yurij Borisovich | j                                        |
| Cherrola                                                   |      | | c, d, j                                  |
| Cherry A. Q.                                               |      | | c                                        |
| Cherry Baby                                                |      | | j                                        |
| Cherry Baxter's Early Bush                                 |      | | c                                        |
| Cherry Belle                                               |      | | j                                        |
| Cherry Black Striped                                       |      | | c, d                                     |
| Cherry Black Sweet                                         |      | | c, d                                     |
| Cherry Black Zebra                                         |      | Züchter: Domaine Public (Fr) | j                                        |
| Cherry Blossom                                             |      | | j                                        |
| Cherry Bon                                                 |      | | j                                        |
| Cherry Bue                                                 |      | | c                                        |
| Cherry Buzz                                                |      | | c, d                                     |
| Cherry Cascade                                             |      | | c, j                                     |
| Cherry Cascade F1                                          |      | | d                                        |
| Cherry Chocolate                                           |      | | c                                        |
| Cherry Cleopatra                                           |      | | c, d                                     |
| Cherry Datterino                                           |      | | c                                        |
| Cherry Dukes                                               |      | | c, d                                     |
| Cherry Dulcemiel                                           |      | |                                          |
| Cherry Ester Hess Yellow                                   |      | | c, d                                     |
| Cherry Estonian Yellow                                     |      | | c, d                                     |
| Cherry Falls                                               |      | Züchter: Flowers By Design | c, d, j, o                               |
| Cherry Flesh                                               |      | Züchter: Peotec Seeds Srl | j                                        |
| Cherry Fountain                                            |      | Züchter: Floranova Ltd. | j                                        |
| Cherry Gelb                                                |      | |                                          |
| Cherry Gianni Riesenkirsche                                |      | | n                                        |
| Cherry Grande                                              |      | | j                                        |
| Cherry Gray’s Sweet                                        |      | | c                                        |
| Cherry Italian Red                                         |      | | c, d                                     |
| Cherry Lady                                                |      | Züchter: Esasem Spa. | j                                        |
| Cherry Nebula                                              |      | |                                          |
| Cherry Nero                                                |      | | c                                        |
| Cherry Orange                                              |      | | c                                        |
| Cherry Pear                                                |      | | j                                        |
| Cherry Ramati                                              |      | | c                                        |
| Cherry Roma (oder: Roma Cherry)                            |      | | c, d                                     |
| Cherry Royal Red                                           |      | | c                                        |
| Cherry Sugar                                               |      | | c                                        |
| Cherry Winner                                              |      | | j                                        |
| Cherry Wonder                                              |      | | j                                        |
| Cherryam                                                   |      | | d                                        |
| Cherryam Orange                                            |      | | d                                        |
| Cherrystar                                                 |      | Züchter: Sakata Seed Corporation (Jp) | j                                        |
| Chersonskij 1                                              |      | | g, h                                     |
| Cherto                                                     |      | | j                                        |
| Cherub                                                     |      | | j                                        |
| Cherubino                                                  |      | | j                                        |
| Cherven Eder                                               |      | | c, d                                     |
| Cherven Gigant Bg                                          |      | Züchter: Tsvetelin Yankov - "Florian" Ood - Ruse (Bg) | j                                        |
| Cherven Gradinski                                          |      | Züchter: Tsvetelin Yankov | j                                        |
| Chervonets                                                 |      | Züchter: Bekov Rustam Hizrievich, Maksimov Sergej Vasilievich, Kostenko Aleksandr Nikolaevich | j                                        |
| Cheryl                                                     |      | | j                                        |
| Cheryto                                                    |      | Züchter: Southern Seed S.R.L. | j                                        |
| Chesapeake                                                 |      | | c, d, f, g, h                            |
| Chesma                                                     |      | Züchter: Gavrish Sergej Fedorovich, Morev Viktor Vasilievich, Amcheslavskaya Elena Valentinovna, Volok Olga Anatolievna, Vasilieva Margarita Yurievna | j                                        |
| Cheula Kirsch                                              |      | | c, n                                     |
| Cheyenne                                                   |      | | j                                        |
| Chezare                                                    |      | Züchter: Gavrish Sergej Fedorovich, Morev Viktor Vasilievich, Amcheslavskaya Elena Valentinovna, Volok Olga Anatolievna, Kapustina Raisa Nikolaevna, Artemieva Galina Mihajlovna, Redichkina Tatiyana Aleksandrovna, Kibanova Nataliya Nikolaevna                                    | j                                        |
| Chi 1294092                                                |      | Züchter: Monsanto Vegetable Ip Management B.V. | j, o                                     |
| Chi 1294093                                                |      | Züchter: Monsanto Vegetable Ip Management B.V. | j, o                                     |
| Chi 1504001                                                |      | Züchter: Seminis Vegetable Seeds Inc. | j, o                                     |
| Chi 1504005                                                |      | Züchter: Seminis Vegetable Seeds Inc. | j, o                                     |
| Chi 152113                                                 |      | Züchter: Seminis Vegetable Seeds Inc. | j                                        |
| Chi 15927                                                  |      | Züchter: Seminis Vegetable Seeds Inc. | j, o                                     |
| Chi 176 Gei                                                |      | Züchter: Monsanto Vegetable Ip Management B.V. | j, o                                     |
| Chi 176 Plat                                               |      | Züchter: Monsanto Holland B.V. | j, o                                     |
| Chi 176 Set                                                |      | Züchter: Monsanto Vegetable Ip Management B.V. | j, o                                     |
| Chi 176 Tem                                                |      | Züchter: Monsanto Holland B.V. | j, o                                     |
| Chi 182047                                                 |      | Züchter: Svs Holland B.V. | j                                        |
| Chi 182052                                                 |      | Züchter: Seminis Vegetable Seeds Inc. | j                                        |
| Chi 182056                                                 |      | Züchter: Svs Holland B.V. | j                                        |
| Chi 182069                                                 |      | Züchter: Seminis Vegetable Seeds Inc. | j                                        |
| Chi 182096                                                 |      | Züchter: Seminis Vegetable Seeds Inc. | j                                        |
| Chi 182097                                                 |      | Züchter: Seminis Vegetable Seeds Inc. | j                                        |
| Chi 182112                                                 |      | Züchter: Seminis Vegetable Seeds Inc. | j                                        |
| Chi 182113                                                 |      | Züchter: Seminis Vegetable Seeds Inc. | j                                        |
| Chi 182117                                                 |      | Züchter: Monsanto Vegetable Ip Management B.V. | j, o                                     |
| Chi 9 U 07034                                              |      | Züchter: Monsanto Vegetable Ip Management B.V. | j, o                                     |
| Chianti Rose                                               |      | | c, d, e                                  |
| Chiapas Wild                                               |      | | c, d                                     |
| Chiba First                                                |      | Züchter: Aoki Hiroshi, Hagiwara Satarou | j, o                                     |
| Chibasansan                                                |      | Züchter: Suzuki Hideaki, Motoori Satoko, Ushio Shingo, Ohara Mari, Kusakawa Tomoyuki | j, o                                     |
| Chibikko                                                   |      | | c, d                                     |
| Chibis                                                     |      | Züchter: Kozak Vladimir Ivanovich | j                                        |
| Chibli                                                     |      | Züchter: Syngenta Seeds | j                                        |
| Chiboire                                                   |      | Züchter: Monsanto Vegetable Ip Management B.V. | j, o                                     |
| Chicago                                                    |      | | c, d, j                                  |
| Chicco                                                     |      | Züchter: Tencani Roberto | j                                        |
| Chicco Rosso                                               |      | | c, j                                     |
| Chico                                                      |      | | g, h                                     |
| Chico 3                                                    |      | | c                                        |
| Chico Charly                                               |      | | e                                        |
| Chico Grande                                               |      | | g, h, j                                  |
| Chico IIi                                                  |      | | d, j                                     |
| Chico No. 2                                                |      | | c, g, h                                  |
| Chico Pear                                                 |      | | g, h                                     |
| Chifa                                                      |      | | j                                        |
| Chigrote                                                   |      | Züchter: Monsanto Vegetable Ip Management B.V. | j, o                                     |
| Chih 111013                                                |      | Züchter: Monsanto Vegetable Ip Management B.V. | j, o                                     |
| Chih 111014                                                |      | Züchter: Monsanto Vegetable Ip Management B.V. | j, o                                     |
| Chih 131051                                                |      | Züchter: Monsanto Vegetable Ip Management B.V. | j, o                                     |
| Chih 131061                                                |      | Züchter: Monsanto Vegetable Ip Management B.V. | j, o                                     |
| Chihe Mooron                                               |      | | c                                        |
| Chihlimbar                                                 |      | Züchter: Vinatoru Costel | j                                        |
| Childers                                                   |      | | c, d                                     |
| Chile Verde                                                |      | Züchter: Domaine Public (Fr) | c, d, e, j                               |
| Chilenische Fleischtomate                                  |      | | e                                        |
| Chilikskie (oder: Chilikskije)                             |      | | c, d                                     |
| Chilo Della Garfagnana                                     |      | | d                                        |
| Chimgan                                                    |      | | j                                        |
| Chimini                                                    |      | | j                                        |
| China                                                      |      | Züchter: Clause Semences Sa (Fr) | j                                        |
| China-Tomate                                               |      | | c                                        |
| Chinese                                                    |      | | b, c, d                                  |
| Chinese Purple                                             |      | | c, d                                     |
| Chinese Red                                                |      | | c, d                                     |
| Chinese Tea                                                |      | | c, d                                     |
| Chinoise Rose Occidentale                                  |      | | c                                        |
| Chinouk                                                    |      | Züchter: Enza Zaden Beheer B.V. | j, o                                     |
| Chio-Chio-San (oder: Chio Chio San)                        |      | Züchter: Gavrish Sergej Fedorovich, Morev Viktor Vasilievich, Amcheslavskaya Elena Valentinovna, Volok Olga Anatolievna | d, j                                     |
| Chipano                                                    |      | Züchter: S.A.I.S. Societá Agricola Italiana Sementi | j                                        |
| Chipollino                                                 |      | | c, d                                     |
| Chique                                                     |      | | j                                        |
| Chiqui                                                     |      | Züchter: Seminis Veget.Seeds Inc | j                                        |
| Chiquita                                                   |      | | f                                        |
| Chiquita Pot                                               |      | Züchter: Agrosel S.R.L. | j                                        |
| Chirchik                                                   |      | | j                                        |
| Chirender                                                  |      | Züchter: Monsanto Vegetable Ip Management B.V. | j, o                                     |
| Chittenango                                                |      | | c, d                                     |
| Chivriend                                                  |      | Züchter: Monsanto Vegetable Ip Management B.V. | j, o                                     |
| Chix 123017                                                |      | Züchter: Monsanto Vegetable Ip Management B.V. | j, o                                     |
| Chix 123018                                                |      | Züchter: Monsanto Vegetable Ip Management B.V. | j, o                                     |
| Chix 123027                                                |      | Züchter: Monsanto Vegetable Ip Management B.V. | j, o                                     |
| Chixfloem                                                  |      | Züchter: Monsanto Vegetable Ip Management B.V. | j, o                                     |
| Chixfpias                                                  |      | Züchter: Monsanto Vegetable Ip Management B.V. | j, o                                     |
| Chizhik                                                    |      | Züchter: Avdeev Yurij Ivanovich, Kigashpaeva Olga Petrovna, Ivanova Lyudmila Mihajlovna | j                                        |
| Chlebosolnji                                               |      | | c                                        |
| Chlebosolnji Rosowji                                       |      | | c                                        |
| Chloe                                                      |      | | j                                        |
| Chockberry                                                 |      | Züchter: Tomatech R&D Israel | j, o                                     |
| Chocolat                                                   |      | Züchter: Yuksel Seeds Ltd. | j                                        |
| Chocolate                                                  |      | | c, d, m                                  |
| Chocolate Beefsteak                                        |      | | c, d                                     |
| Chocolate Brown                                            |      | | c, d                                     |
| Chocolate Champion                                         |      | | d                                        |
| Chocolate Cherry                                           |      | | d, f, j                                  |
| Chocolate Lightning                                        |      | | c, d                                     |
| Chocolate Pear                                             |      | | c, d, j                                  |
| Chocolate Princess                                         |      | | c, d                                     |
| Chocolate Princess Green                                   |      | | c                                        |
| Chocolate Stripes                                          |      | | c, d, f, j                               |
| Chocolate Wonder                                           |      | | c                                        |
| Chocolitos                                                 |      | Züchter: Tomatech R&D Israel L.T.D. | j, o                                     |
| Chocomate                                                  |      | Züchter: Monsanto Vegetable Ip Management B.V. | j, o                                     |
| Choele                                                     |      | | j                                        |
| Choice                                                     |      | Züchter: Mr A E Robson | j, o                                     |
| Chonto                                                     |      | Züchter: Golden West Seed Research Co. | j                                        |
| Chonto Mejorado                                            |      | Züchter: Petoseed Co.Inc. | j                                        |
| Chonto Tyl                                                 |      | | j                                        |
| Chopin                                                     |      | | j                                        |
| Chordostojkije 1                                           |      | | g, h                                     |
| Choroi                                                     |      | | j                                        |
| Chorus                                                     |      | Züchter: Novartis Seeds Bv (Nl) | j                                        |
| Chosong                                                    |      | | c                                        |
| Chrestensens Edelrot                                       |      | | g, h                                     |
| Chris Ukrainian                                            |      | | c, d                                     |
| Christian                                                  |      | Züchter: Western Seed España, S.A. | j, o                                     |
| Christmas Grapes                                           |      | | c, d                                     |
| Christmas Purple Grapes                                    |      | | d                                        |
| Christopher Columbus                                       |      | | c, d                                     |
| Christy                                                    |      | Züchter: Zeta Seeds, S.L. | j, o                                     |
| Chrobry                                                    |      | Züchter: Plantico Hodowla I Nasiennictwo Ogrodnicze Zielonki Sp. Z O.O. | j                                        |
| Chrono                                                     |      | Züchter: Pioneer Hi-Bred Italia Servizi Agronomici Srl | j                                        |
| Chuck                                                      |      | | j                                        |
| Chuck's                                                    |      | | c, d                                     |
| Chuck's Yellow                                             |      | | d                                        |
| Chuck's Yellow Beefsteak                                   |      | | c                                        |
| Chudo                                                      |      | | n                                        |
| Chudo Altaya                                               |      | Züchter: Andreeva Nadezhda Nikolaevna, Kotel'Nikova Marina Aleksandrovna | d, j                                     |
| Chudo Grozd                                                |      | Züchter: Panchev Yurij Ivanovich, Panchev Yurij Yurievich, Tarasov Yurij Dmitrievich | j                                        |
| Chudo Rinka (oder: Chudo Rynka)                            |      | | d                                        |
| Chudo Sada                                                 |      | | d                                        |
| Chudo Sveta                                                |      | Züchter: Vasilevskij Viktor Anatolievich, Nalizhityj Vladimir Maksimovich, Korotkov Sergej Anatolievich, Dynnik Anatolij Vasilievich | d, j                                     |
| Chudo Zemli                                                |      | Züchter: Dederko Vladimir Nikolaevich, Postnikova Olga Valentinovna | d, j                                     |
| Chudotvorets                                               |      | Züchter: Kachajnik Vladimir Georgievich, Golovko Galina Vladimirovna, Gul'Kin Mihail Nikolaevich, Karmanova Olga Alekseevna | j                                        |
| Chuhloma                                                   |      | Züchter: Gavrish Sergej Fedorovich, Morev Viktor Vasilievich, Amcheslavskaya Elena Valentinovna, Volok Olga Anatolievna, Gavrish Fedor Sergeevich, Nesterovich Arkadij Nikolaevich                                                                                                   | j                                        |
| Chukhloma                                                  |      | Züchter: Np Nii Ovoshchevodstva Zashchishchennogo Grunta, 107061, G.Moskva, Ul.Suvorovskaia, D. 32/34, Str. 2, Russia; Ooo Agrofirma Gavrish, 103287, G.Moskva, Ul.2Aia Khutorskaia, D. 11, Str. 1, Russia                                                                           | d, j, o                                  |
| Chunky                                                     |      | | j                                        |
| Church                                                     |      | | c, d                                     |
| Churra Plum                                                |      | | c, d, f                                  |
| Chuxa De Braga                                             |      | | c, d                                     |
| Chwerotonglo                                               |      | | g, h                                     |
| Chyornyi Prins                                             |      | | d                                        |
| Chyornyi Slon                                              |      | | d, e, f                                  |
| Chyornyi Tarasenko                                         |      | | c, d                                     |
| Chyornyi Tulpan                                            |      | | d                                        |
| Ciak                                                       |      | | j                                        |
| Cibeles                                                    |      | Züchter: Seminis Veget.Seeds Inc | j, o                                     |
| Cibellia                                                   |      | Züchter: Rijk Zwaan Zaadteelt En Zaadhandel B.V. | j                                        |
| Cibellia Rz (oder: 73-427 Rz)                              |      | | j                                        |
| Ciccio                                                     |      | Züchter: Yissum Research Dev Of The Hebrew University Of Jerusalem (Il) | j                                        |
| Cicerone                                                   |      | Züchter: S.A.I.S. Societá Agricola Italiana Sementi | j                                        |
| Ciciline                                                   |      | Züchter: Syngenta Seeds B.V. | j                                        |
| Ciclope                                                    |      | Züchter: Syngenta Seeds B.V. | j, o                                     |
| Cienaga                                                    |      | | j                                        |
| Ciervo                                                     |      | | j                                        |
| Ciesinski                                                  |      | | c, d                                     |
| Cigale                                                     |      | Züchter: Clause Semences Sa (Fr) | j                                        |
| Cigaline                                                   |      | Züchter: Syngenta Seeds Bv (Nl) | j                                        |
| Cigalou                                                    |      | Züchter: Centre Tech. De Conservation Des Produits Agricoles (Fr)/Institut National De La Recherche Agronomique (Fr) | j                                        |
| Çigdem 2677                                                |      | | j                                        |
| Cikito                                                     |      | | j                                        |
| Çiko                                                       |      | | j                                        |
| Cilao                                                      |      | Züchter: Clause Semences Sa (Fr) | j                                        |
| Cilento                                                    |      | | j, o                                     |
| Çili                                                       |      | | j                                        |
| Ciliega                                                    |      | | c                                        |
| Ciliega Zucchero                                           |      | | f                                        |
| Ciliegia                                                   |      | | j                                        |
| Ciliegino (oder: Ciliegino Tomate)                         |      | | c, g, h, j                               |
| Ciliegino 2000                                             |      | | j, o                                     |
| Ciliegy                                                    |      | Züchter: Zeta Seeds, S.L. | j, o                                     |
| Cima                                                       |      | | j                                        |
| Çinar                                                      |      | | j                                        |
| Cindel                                                     |      | Züchter: Enza Zaden Beheer B.V. | j                                        |
| Cindel F1                                                  |      | Züchter: Enza Zaden | c                                        |
| Cinderella                                                 |      | Züchter: Hazera Genetics Ltd (Il) | j                                        |
| Cindy                                                      |      | Züchter: Seminis Veget.Seeds Inc | j, o                                     |
| Cindy's West Virginia                                      |      | | c, d, f                                  |
| Cinea                                                      |      | Züchter: Rijk Zwaan Zaadteelt En Zaadhandel Bv (Nl) | j                                        |
| Cinnamon Pear                                              |      | | c, d                                     |
| Cinthia                                                    |      | | j                                        |
| Cinto                                                      |      | Züchter: Rijk Zwaan Welver, D | j                                        |
| Cintra                                                     |      | Züchter: Clause Semences Sa (Fr) | j                                        |
| Cinzano                                                    |      | | j, o                                     |
| Cio Cio San                                                |      | | e                                        |
| Cirano                                                     |      | | j                                        |
| Circeo                                                     |      | Züchter: Clause Semences Sa (Fr) | j                                        |
| Circumsaepta Cochlearis/2                                  |      | | g, h                                     |
| Cirillo                                                    |      | Züchter: Piana Salvatore | j                                        |
| Cirio 49                                                   |      | | c, d                                     |
| Cirio Quadrato                                             |      | | g, h                                     |
| Ciro                                                       |      | Züchter: Gautier Semences Sas (Fr) | j                                        |
| Cirrus                                                     |      | Züchter: Asmer Seeds Ltd | j, o                                     |
| Cisco                                                      |      | Züchter: Seminis Veget.Seeds Inc | c, d, j                                  |
| Cisem                                                      |      | | j                                        |
| Cisgen                                                     |      | Züchter: Marii, Liliana, Md, Bujoreanu, Valeriu, Md, Andronic, Larisa, Md, Smerea, Svetlana, Md, Botnari, Vasile, Md, Berzoi, Valentina, Md | j, o                                     |
| Ciska                                                      |      | | c                                        |
| Cita                                                       |      | | j                                        |
| Citadel                                                    |      | | j, o                                     |
| Citrina                                                    |      | | c, d, g, h, j, o                         |
| Citron Compact                                             |      | | c, d                                     |
| Ciudad Victoria                                            |      | | c, d                                     |
| Civan T 7261                                               |      | | j                                        |
| Civic                                                      |      | Züchter: Golden West Seed Co. Inc. | j                                        |
| Clackamas Blueberry                                        |      | | c, d                                     |
| Cladostar                                                  |      | Züchter: Sakata Vegenetics (Pty) Ltd (Za)/Sakata Seed Sudamerica Ltd (Br) | j                                        |
| Claire                                                     |      | Züchter: Rijk Zwaan B.V. | j                                        |
| Clairvil                                                   |      | Züchter: Vilmorin Sa (Fr) | j                                        |
| Clamore                                                    |      | | j                                        |
| Clanio                                                     |      | Züchter: Gautier Semences Sas (Fr) | j                                        |
| Clapton                                                    |      | Züchter: Rijk Zwaan Z.Z. B.V. | j, o                                     |
| Clara                                                      |      | | g, h                                     |
| Clara Bell                                                 |      | Züchter: Nanto Seed Co Ltd. | j                                        |
| Clarabella                                                 |      | Züchter: Rijk Zwaan Welver, D | j                                        |
| Clarance                                                   |      | | j                                        |
| Claree                                                     |      | | j                                        |
| Clarena                                                    |      | | j, o                                     |
| Clarence                                                   |      | | j                                        |
| Clario Purple                                              |      | | c, d                                     |
| Clarion                                                    |      | Züchter: Novartis Seeds B.V. | j, o                                     |
| Clarisse                                                   |      | Züchter: Yissum Research Developm. | j, o                                     |
| Clarita                                                    |      | | c, j                                     |
| Classic                                                    |      | | j, o                                     |
| Classifon                                                  |      | Züchter: Degreef Paul | j, o                                     |
| Classik F1                                                 |      | Züchter: Nunhems | k                                        |
| Classmate                                                  |      | | j                                        |
| Classy                                                     |      | Züchter: Syngenta Seeds Bv (Nl) | j                                        |
| Claude                                                     |      | | j, o                                     |
| Claude Brown's Yellow Giant                                |      | | d                                        |
| Claudia                                                    |      | Züchter: Volcani-Hazera | j, o                                     |
| Claudino                                                   |      | Züchter: Enza Zaden Beheer B.V. | j                                        |
| Claudius                                                   |      | | j, o                                     |
| Claurabel                                                  |      | Züchter: Clause Semences Sa (Fr) | j                                        |
| Clausa                                                     |      | | g, h                                     |
| Clave                                                      |      | Züchter: Syngenta Seeds B.V. | j, o                                     |
| Clavero                                                    |      | Züchter: Bontems Silvian | j, o                                     |
| Clavito                                                    |      | | j, o                                     |
| Clear Early                                                |      | | g, h                                     |
| Clear Pink                                                 |      | | e, g, h                                  |
| Clear Pink Early                                           |      | | c, d, g, h                               |
| Clearview                                                  |      | | c, d, e                                  |
| Cleft                                                      |      | | g, h                                     |
| Clelia                                                     |      | Züchter: Hort Seed Mediterrani S.L. | j                                        |
| Clemente                                                   |      | Züchter: Semillas Fitó S.A. | j, o                                     |
| Clementine                                                 |      | | d, j                                     |
| Cleo                                                       |      | | j                                        |
| Cleopatra                                                  |      | | j                                        |
| Cleota Pink                                                |      | | c, d, e                                  |
| Cleota Yellow                                              |      | | c, d                                     |
| Clermon                                                    |      | Züchter: Syngenta Seeds B.V. | j                                        |
| Clermont                                                   |      | | j                                        |
| Clerval                                                    |      | | j                                        |
| Cleveland                                                  |      | Züchter: Syngenta Seeds Bv (Nl) | j                                        |
| Clever                                                     |      | Züchter: Seedcross Inc. | j                                        |
| Clibbin                                                    |      | Züchter: Syngenta Crop Protection Ag | j, o                                     |
| Cliff                                                      |      | | j                                        |
| Climaks                                                    |      | | j                                        |
| Climax                                                     |      | | j                                        |
| Climberley                                                 |      | Züchter: Syngenta Seeds B.V. | j                                        |
| Climbing Pink                                              |      | | c, d                                     |
| Climbing Trip                                              |      | | c, f                                     |
| Climbing Trip-L-Crop                                       |      | Züchter: Domaine Public (Fr) | d, j                                     |
| Climbo                                                     |      | Züchter: Syngenta Seeds B.V. | j                                        |
| Climstar                                                   |      | Züchter: Syngenta Seeds B.V. | j                                        |
| Clinchy                                                    |      | | j, o                                     |
| Clint Eastwood's Rowdy Red                                 |      | | c, d                                     |
| Clinton                                                    |      | | g, h                                     |
| Clio                                                       |      | Züchter: Golden West Seed Research Co. | j, o                                     |
| Clipper                                                    |      | Züchter: Isi Sementi Spa | j                                        |
| Clivia                                                     |      | | g, h                                     |
| Clivius                                                    |      | | j                                        |
| Clizia                                                     |      | Züchter: Hort Seed Mediterrani S.L. | j                                        |
| Clochette                                                  |      | Züchter: Syngenta Seeds Bv (Nl) | j                                        |
| Cloclo                                                     |      | | j                                        |
| Clodano                                                    |      | Züchter: Syngenta Seeds B.V. | j                                        |
| Clodin                                                     |      | Züchter: Nicklow's Vegetables | j                                        |
| Cloe (oder: Cloé)                                          |      | Züchter: Novartis Seeds Bv (Nl) | j                                        |
| Cloris                                                     |      | | j, o                                     |
| Clotilde                                                   |      | Züchter: Novartis Seeds B.V. | j, o                                     |
| Cloto                                                      |      | | j, o                                     |
| Clou                                                       |      | Züchter: Dr. Horneburg Bernd, Georg-August-Universität Göttingen | c, j, o                                  |
| Club                                                       |      | Züchter: Geoponiko Spiti Aebe | j                                        |
| Cluj                                                       |      | | c                                        |
| Cluj 80                                                    |      | | j                                        |
| Cluj Orange Cherry                                         |      | | k                                        |
| Cluj Yellow Cherry                                         |      | | c, d                                     |
| Cluny                                                      |      | Züchter: Geneplanta | j                                        |
| Clusee                                                     |      | Züchter: Multi Tohum San. Tic. A.S. | j                                        |
| Cluster                                                    |      | Züchter: Carl Sperling & Co. GmbH | j                                        |
| Cluster Grande                                             |      | | c                                        |
| Cluster Grande F1                                          |      | | d                                        |
| Clustermato                                                |      | | c, d                                     |
| Clustina                                                   |      | | j                                        |
| Clx 37286                                                  |      | | j                                        |
| Clx 37291                                                  |      | | j                                        |
| Clx 37400                                                  |      | | j                                        |
| Clx 37424                                                  |      | | j                                        |
| Clx 37532                                                  |      | | j                                        |
| Clx 37574                                                  |      | | j                                        |
| Clx 38122                                                  |      | | j                                        |
| Clx 38140                                                  |      | | j                                        |
| Clx Tpg 03                                                 |      | | j                                        |
| Clx Tpg 04                                                 |      | | j                                        |
| Clyde                                                      |      | Züchter: Hoogstraten Jaap | j                                        |
| Coalita                                                    |      | | g, h                                     |
| Coastal Dandy                                              |      | | c, d                                     |
| Coastal Pride Orange                                       |      | | c, d                                     |
| Coastal Pride Red                                          |      | | c, d                                     |
| Coastal Redball                                            |      | | c, d                                     |
| Coastal Valley                                             |      | | c, d                                     |
| Coastal Valley Potato Leaf                                 |      | | c, d                                     |
| Coastal Yellow Egg                                         |      | | c, d                                     |
| Cobi                                                       |      | Züchter: Asgrow Seed Co., | j, o                                     |
| Cobourg                                                    |      | | c, d                                     |
| Cobra                                                      |      | Züchter: Vilmorin S.A. | j, o                                     |
| Cobra F1                                                   |      | | c, d                                     |
| Coccobel                                                   |      | Züchter: Syngenta Participations Ag | j                                        |
| Cochabamba                                                 |      | | j                                        |
| Cochlearis                                                 |      | | g, h                                     |
| Cocktail                                                   |      | | g, h                                     |
| Cocktail Clementine                                        |      | Züchter: Domaine Public (Fr) | c, j                                     |
| Cocktailparty                                              |      | | j                                        |
| Cocktailtomate Papa Augustin                               |      | | n                                        |
| Cocktailtomate Rot                                         |      | | c                                        |
| Coco                                                       |      | Züchter: Blumen Group S.P.A | g, h, j                                  |
| Cocoba                                                     |      | | c, m                                     |
| Coeur                                                      |      | Züchter: Domaine Public (Fr) | j                                        |
| Coeur De Boeuf                                             |      | | n                                        |
| Coeur De Boeuf Albenga                                     |      | | c, d                                     |
| Coeur De Boeuf Blanc                                       |      | Züchter: Domaine Public (Fr) | j                                        |
| Coeur De Boeuf Blanche                                     |      | | d                                        |
| Coeur De Boeuf De Ligure                                   |      | | f                                        |
| Coeur De Boeuf De Nice                                     |      | | c, d                                     |
| Coeur De Boeuf Géant                                       |      | | c                                        |
| Coeur De Boeuf Jaune                                       |      | | c                                        |
| Coeur De Boeuf Noir                                        |      | | n                                        |
| Coeur De Boeuf Orange                                      |      | | c, d, d                                  |
| Coeur De Boeuf Rose                                        |      | | c                                        |
| Coeur De Boeuf Sweetheart                                  |      | | e                                        |
| Coeur De Pigeon                                            |      | Züchter: Domaine Public (Fr) | c, j                                     |
| Coeur De Pigeon Jaune                                      |      | | d                                        |
| Coeur De Pignon                                            |      | | f                                        |
| Coeur De Surpris                                           |      | | d                                        |
| Coeur De Velours                                           |      | | c, d                                     |
| Coeur Fondant                                              |      | | c                                        |
| Coffee Striped (oder: Coffee Stripes)                      |      | | c, d                                     |
| Cogar                                                      |      | Züchter: Cuartero-Costa-Nuez | j, o                                     |
| Cohiba                                                     |      | | j                                        |
| Coimbra                                                    |      | Züchter: Isi Sementi Spa | j, o                                     |
| Cokec                                                      |      | | j, o                                     |
| Colby                                                      |      | Züchter: Syngenta Seeds B.V. | j, o                                     |
| Cold Set (oder: Coldset)                                   |      | | c, d, g, h, n                            |
| Cold Weather Red                                           |      | | d                                        |
| Coldres                                                    |      | | j                                        |
| Colerone                                                   |      | | j, o                                     |
| Coleto                                                     |      | | j                                        |
| Colette                                                    |      | Züchter: Hazera Genetics Ltd (Il)/Yissum Research Dev Of The Hebrew University Of Jerusalem (Il) | j                                        |
| Colgados Fernandez Milan                                   |      | | n                                        |
| Colibri                                                    |      | Züchter: Clause Semences Sa (Fr) | d, j, o                                  |
| Colibri F1 Absaat                                          |      | | c                                        |
| Colima                                                     |      | Züchter: Clause Semences Sa (Fr) | j                                        |
| Colina                                                     |      | | c                                        |
| Collado                                                    |      | Züchter: Syngenta Seeds B.V. | j                                        |
| Collecta                                                   |      | | g, h                                     |
| College Abundant                                           |      | | g, h                                     |
| College Challenger                                         |      | | c, d                                     |
| College Red                                                |      | | g, h                                     |
| Collider                                                   |      | Züchter: Nunhems B.V. | j, o                                     |
| Collina                                                    |      | | j                                        |
| Colmar                                                     |      | | j                                        |
| Colmo                                                      |      | | j                                        |
| Colombianum                                                |      | | n                                        |
| Colombo                                                    |      | Züchter: Clause - Tezier (Fr) | j                                        |
| Colonial                                                   |      | | j                                        |
| Colonna                                                    |      | | j                                        |
| Colorado                                                   |      | | j                                        |
| Colorado Gruseo Liso Trophy                                |      | | g, h                                     |
| Colorado Red                                               |      | | g, h                                     |
| Colosalle                                                  |      | | c                                        |
| Coloso                                                     |      | Züchter: Semillas Fito, S.A. | j                                        |
| Colossal                                                   |      | | j                                        |
| Colossal Crimson, Burgess                                  |      | | c, d                                     |
| Colossal Crimson, Improved                                 |      | | c, d                                     |
| Colossal Golden, Burgess                                   |      | | c, d                                     |
| Colossal Red                                               |      | | c, d                                     |
| Colossal Red, Burgess Improved                             |      | | c, d                                     |
| Colossal Yellow, Improved                                  |      | | c, d                                     |
| Colosseum                                                  |      | | j                                        |
| Colosus                                                    |      | Züchter: "Rijk Zwaan Zaadteelt & Zaadhandel, B.V. | j, o                                     |
| Colt                                                       |      | Züchter: Isi Sementi Spa | j                                        |
| Colt 45                                                    |      | | j                                        |
| Columbia                                                   |      | Züchter: Furia Rinaldo | c, d, j                                  |
| Columbianum                                                |      | | f                                        |
| Columbianum Wildtomate                                     |      | | m                                        |
| Columbus                                                   |      | Züchter: Rijk Zwaan Zaadteelt En Zaadhandel B.V. | j                                        |
| Colusa                                                     |      | Züchter: Ferry Morse Seed Co.(Usa) (Us) | j, o                                     |
| Comanche                                                   |      | Züchter: Seminis Veget.Seeds Inc | j, o                                     |
| Comancix                                                   |      | Züchter: Syngenta Seeds B.V. | j                                        |
| Comasagua                                                  |      | | g, h                                     |
| Comay                                                      |      | Züchter: Syngenta Crop Protection Ag | j                                        |
| Combat                                                     |      | | j                                        |
| Combi                                                      |      | | j                                        |
| Combifort                                                  |      | Züchter: Monsanto Vegetable Ip Management B.V. | j, o                                     |
| Comedy                                                     |      | | j, o                                     |
| Comet                                                      |      | Züchter: Veldhuyzen Van Zanten Jasper Engel | c, g, h, j                               |
| Cometa                                                     |      | Züchter: Petoseed Co.Inc. | j, o                                     |
| Comfort                                                    |      | | j                                        |
| Commander                                                  |      | | j, o                                     |
| Commodo                                                    |      | Züchter: Syngenta Crop Protection Ag | j                                        |
| Commotion                                                  |      | Züchter: Nunhems B.V. | j, o                                     |
| Commutata                                                  |      | | g, h                                     |
| Comodoro                                                   |      | | j                                        |
| Compack                                                    |      | Züchter: Monsanto Holland B.V. | j, o                                     |
| Compacta                                                   |      | | g, h                                     |
| Compactilis                                                |      | | g, h                                     |
| Compacto                                                   |      | | j                                        |
| Compadre                                                   |      | | j                                        |
| Compaty                                                    |      | | j                                        |
| Competition                                                |      | Züchter: Degreef Paul | j, o                                     |
| Completion                                                 |      | | e                                        |
| Complicata                                                 |      | | g, h                                     |
| Composita                                                  |      | | g, h                                     |
| Compostela                                                 |      | Züchter: Intersemillas | j, o                                     |
| Compostelano                                               |      | Züchter: Ingacal/Wamestrada | j, o                                     |
| Comstock Sauce And Slice                                   |      | | d                                        |
| Conan                                                      |      | | j                                        |
| Concert                                                    |      | | j                                        |
| Conchita                                                   |      | | c, g, h, j                               |
| Concilius                                                  |      | Züchter: Nunhems B.V. | j, o                                     |
| Concillius                                                 |      | Züchter: Nunhems B.V. | j                                        |
| Concorde                                                   |      | Züchter: Nunhems B.V. | j                                        |
| Concreto                                                   |      | | j                                        |
| Conde                                                      |      | Züchter: Seminis Vegetable Seed Ib | j, o                                     |
| Condensata                                                 |      | | g, h                                     |
| Condine Red                                                |      | | c, d, e, g, h, j                         |
| Condon's Peerless                                          |      | | c, d                                     |
| Condor                                                     |      | Züchter: Petoseed Co.Inc. | j, o                                     |
| Conferta                                                   |      | | g, h                                     |
| Confetto                                                   |      | Züchter: Rijk Zwaan Zaadteelt En Zaadhandel B.V. | j, o                                     |
| Confido                                                    |      | | j                                        |
| Congesta                                                   |      | | g, h                                     |
| Conicstar                                                  |      | Züchter: United Genetics | j                                        |
| Conner's Jewel                                             |      | | g, h                                     |
| Connie's Cain                                              |      | | c, d                                     |
| Conny                                                      |      | | c, d, n                                  |
| Conquer                                                    |      | Züchter: L. Daehnfeldt A/S | j, o                                     |
| Conqueror                                                  |      | | d, e, g, h, j                            |
| Conqueror F1                                               |      | | c                                        |
| Conquista                                                  |      | Züchter: Clause - Tezier (Fr) | j, o                                     |
| Conrado                                                    |      | Züchter: F.A.Hebrew Uni-B.Gurion | j, o                                     |
| Conservation Variety                                       |      | Züchter: Reinsaat Kg | j                                        |
| Console                                                    |      | Züchter: S.A.I.S. Societá Agricola Italiana Sementi | j, o                                     |
| Constanza                                                  |      | | j                                        |
| Consul                                                     |      | Züchter: Nunhems Bv (Nl) | j                                        |
| Contact                                                    |      | Züchter: Isi Sementi Spa | j, o                                     |
| Contaminata                                                |      | | g, h                                     |
| Contento                                                   |      | | j                                        |
| Contessa                                                   |      | Züchter: Hazera Genetics | j, o                                     |
| Contessa F1                                                |      | Züchter: Petoseed Company Inc. (Usa) | j                                        |
| Contessa Ii (oder: Contesa Ii)                             |      | Züchter: Petoseed Co.Inc. | j, o                                     |
| Contra                                                     |      | | j, o                                     |
| Contracta                                                  |      | | g, h                                     |
| Conty                                                      |      | Züchter: Semillas Fito, S.A. | j, o                                     |
| Convalescens                                               |      | | g, h                                     |
| Conversa                                                   |      | | g, h                                     |
| Convoluta                                                  |      | | g, h                                     |
| Cookie                                                     |      | Züchter: Graines Voltz (Fr) | j                                        |
| Cookie F1                                                  |      | | c, d                                     |
| Cooks Island                                               |      | | c, d                                     |
| Coop Red                                                   |      | | c, d                                     |
| Cooper                                                     |      | Züchter: Isi Sementi Spa | j                                        |
| Cooper's Special                                           |      | | c, d                                     |
| Copel                                                      |      | Züchter: Semillas Fito, S.A. | j, o                                     |
| Copernico                                                  |      | Züchter: Isi Sementi Spa | j, o                                     |
| Copia                                                      |      | | b, c, d, f                               |
| Copia Green                                                |      | | f                                        |
| Copo                                                       |      | Züchter: Petoseed Co.Inc. | j, o                                     |
| Copper Currant                                             |      | | c, d                                     |
| Copper River                                               |      | | c, d                                     |
| Cora                                                       |      | | e, g, h, j                               |
| Corabell                                                   |      | Züchter: Cora Seeds S.R.L. | j                                        |
| Coração De Boi (oder: Coracao De Boi. Coraçâo De Boi)      |      | | j, n, o                                  |
| Corail                                                     |      | Züchter: Ferry Morse Seed Co.(Usa) (Us) | j                                        |
| Coral                                                      |      | Züchter: Amit Avidov | j, o                                     |
| Coral Heat                                                 |      | | j                                        |
| Coralina                                                   |      | Züchter: Gautier Semences Sas (Fr) | j                                        |
| Coraline                                                   |      | | j                                        |
| Coralis                                                    |      | | j                                        |
| Corallino                                                  |      | | j                                        |
| Corallo                                                    |      | Züchter: Seminis Inc. | j, o                                     |
| Corazon                                                    |      | Züchter: Clause - Tezier (Fr) | a, c, g, h, j, o                         |
| Corazon De Toro                                            |      | | j, o                                     |
| Corazon De Toro Benaocaz                                   |      | | j, o                                     |
| Corbana                                                    |      | | j                                        |
| Corbarino                                                  |      | Züchter: La Semiorto Sementi Srl | b, c, d, e, g, h, j                      |
| Corbiniam                                                  |      | | c, n                                     |
| Corbus                                                     |      | | c, j                                     |
| Corbus Rz                                                  |      | Züchter: Rijk Zwaan Z.Z. B.V. | j, o                                     |
| Corcoran                                                   |      | | j, o                                     |
| Corda                                                      |      | Züchter: Les Graines Caillard Sa (Fr) | j                                        |
| Cordialidad                                                |      | Züchter: Multi Tohum San. Tic. A.S. | j                                        |
| Cordoba                                                    |      | Züchter: Tezier Sa (Fr) | j                                        |
| Cordobesa                                                  |      | Züchter: Moran Shelef | j, o                                     |
| Cordova F1                                                 |      | | c, d                                     |
| Corella                                                    |      | Züchter: Enza Zaden Beheer B.V. | j                                        |
| Corfu (oder: Corfù)                                        |      | Züchter: S.A.I.S. Societá Agricola Italiana Sementi | j                                        |
| Coriandolo                                                 |      | Züchter: Olter Srl | j                                        |
| Corianne                                                   |      | | a, c, g, h, j                            |
| Corianne F1                                                |      | | f                                        |
| Corindo                                                    |      | Züchter: Seminis Vegetable Seeds, Inc. | j                                        |
| Corine                                                     |      | | j                                        |
| Corintia                                                   |      | Züchter: Syngenta Participations Ag | j                                        |
| Corintio                                                   |      | | j                                        |
| Coriva                                                     |      | | j                                        |
| Corleone                                                   |      | | j                                        |
| Corleonese                                                 |      | | d                                        |
| Corma                                                      |      | | g, h                                     |
| Cornabel                                                   |      | Züchter: Vilmorin Sa (Fr) | j                                        |
| Cornabel F1                                                |      | | f                                        |
| Corne D'Ischia                                             |      | | d                                        |
| Corne De Belier                                            |      | | c                                        |
| Cornelia                                                   |      | Züchter: Hazera Genetics Ltd (Il) | j, o                                     |
| Cornice                                                    |      | Züchter: Vilmorin Sa (Fr) | j                                        |
| Cornice Verdi                                              |      | | j                                        |
| Corno                                                      |      | | j                                        |
| Cornue D'Islia Lassaux                                     |      | | c                                        |
| Corolla                                                    |      | Züchter: Isi Sementi Spa | j                                        |
| Corona                                                     |      | Züchter: Neuman Seed International (Us) | j                                        |
| Coronado                                                   |      | | j                                        |
| Coronados                                                  |      | | j                                        |
| Coronation                                                 |      | | j                                        |
| Coronato                                                   |      | Züchter: Nunhems B.V. | j, o                                     |
| Coronel                                                    |      | Züchter: Isi Sementi Spa | j                                        |
| Coronyta                                                   |      | | j                                        |
| Corralo                                                    |      | | j                                        |
| Correct                                                    |      | Züchter: Leen De Mos Groentezaden B.V. | j                                        |
| Corredor                                                   |      | Züchter: Hazera Seeds | j, o                                     |
| Corrida                                                    |      | Züchter: Olter Srl | j                                        |
| Corriente De Benaocaz                                      |      | | j, o                                     |
| Corrogo                                                    |      | | f                                        |
| Corrotundata                                               |      | | g, h                                     |
| Corrupta                                                   |      | | g, h                                     |
| Corse                                                      |      | | c, d, e                                  |
| Corsini                                                    |      | Züchter: Hm Clause Sa (Fr) | j, o                                     |
| Corso Cf                                                   |      | | j, o                                     |
| Cortes                                                     |      | Züchter: Zeta Seeds, S.L. | j                                        |
| Cortez                                                     |      | | j                                        |
| Cortina                                                    |      | | j                                        |
| Corvera                                                    |      | Züchter: Syngenta Seeds B.V. | j                                        |
| Corveto                                                    |      | | j                                        |
| Corvette                                                   |      | Züchter: Syngenta Crop Protection Ag | j, o                                     |
| Corvey                                                     |      | | j                                        |
| Corvinus                                                   |      | Züchter: Monsanto Holland B.V. | j, o                                     |
| Corvo                                                      |      | | j                                        |
| Cosmic                                                     |      | | j                                        |
| Cosmo                                                      |      | Züchter: Olter Srl | j                                        |
| Cosmos                                                     |      | Züchter: Griffaton S.A. (Fr) | j                                        |
| Cosner                                                     |      | | c, d                                     |
| Cossack                                                    |      | Züchter: Asmer Seeds Ltd | c, d, j, o                               |
| Costa                                                      |      | Züchter: Seminis Veget.Seeds Inc | j, o                                     |
| Costa Lutta                                                |      | | n                                        |
| Costa Rica                                                 |      | | c, d                                     |
| Costa Rixa                                                 |      | Züchter: Krishidhan Seeds Europe B.V. | j                                        |
| Costabel                                                   |      | Züchter: De Ruiter Zonen (Nl) | j                                        |
| Costate 21                                                 |      | Züchter: Tita Ion | j                                        |
| Costate 23                                                 |      | | j                                        |
| Costello                                                   |      | Züchter: Capital Genetic Ebt, S.L. | j, o                                     |
| Costiera                                                   |      | Züchter: Blumen Group S.P.A | j, o                                     |
| Costoluto                                                  |      | | c                                        |
| Costoluto Catanese                                         |      | | c, d                                     |
| Costoluto Di Marmande (oder: Costolluto Di Marmande)       |      | | c, j                                     |
| Costoluto Di Parma                                         |      | | j                                        |
| Costoluto Fiorentino                                       |      | | c, d, j                                  |
| Costoluto Fiorentino Novoli                                |      | | c, d                                     |
| Costoluto Genovese                                         |      | Reifezeit: 90 Tage. | c, d, e, f, g, h, i (31. August 2016), j |
| Costoluto Genovese Selection Valente Vf                    |      | | c, g, h                                  |
| Costoluto Imolese                                          |      | | j                                        |
| Costral                                                    |      | Züchter: Vilmorin Sa (Fr) | j                                        |
| Costulato Vern                                             |      | | n                                        |
| Costuluto Di Genova                                        |      | | n                                        |
| Cotabel                                                    |      | Züchter: De Ruiter Zonen (Nl) | j, o                                     |
| Côtelée De Gênes                                           |      | | d                                        |
| Côtelée De Valence                                         |      | | c                                        |
| Cotury                                                     |      | Züchter: Rijk Zwaan Zaadteelt En Zaadhandel Bv (Nl) | j                                        |
| Coudoulet                                                  |      | Züchter: Centre Tech. De Conservation Des Produits Agricoles (Fr)/Institut National De La Recherche Agronomique (Fr) | j                                        |
| Cougar Red                                                 |      | | c, d                                     |
| Couilles De Taureau                                        |      | | c, e                                     |
| Count                                                      |      | Züchter: Petoseed Co Inc (Us) | j                                        |
| Count Fleet                                                |      | | j                                        |
| Count Ii                                                   |      | Züchter: Seminis Vegetable Seed Ib | j                                        |
| Counter                                                    |      | Züchter: Deruiterzonen Cv, Nl-266526 Bleiswijk | j, o                                     |
| Country Taste                                              |      | | j                                        |
| Country Taste F1                                           |      | | d                                        |
| County Agent                                               |      | | c, d                                     |
| Couresisto                                                 |      | | j                                        |
| Courgette Hermans                                          |      | | c                                        |
| Coursen Roy's Stuffing                                     |      | | c, d                                     |
| Coustralée                                                 |      | | e, g, h                                  |
| Cow's Tit                                                  |      | | c, d                                     |
| Cowlicks Brandywine                                        |      | | e                                        |
| Cowlicks Brandywine Pl                                     |      | | f                                        |
| Cox Orange                                                 |      | | c, m, n                                  |
| Coyote (oder: White Currant)                               |      | | d, e, f, g, h, j                         |
| Cozzano 1                                                  |      | | c, m                                     |
| Cozzano 2                                                  |      | | c, m                                     |
| Cozzano 3                                                  |      | | c, m                                     |
| Cpc 2                                                      |      | | j                                        |
| Craig's Potato Leaf                                        |      | | c                                        |
| Craigella                                                  |      | | g, h, j, o                               |
| Crazy                                                      |      | | c, d                                     |
| Crazy Cherry                                               |      | Züchter: Hm Clause Inc (Us) | j                                        |
| Cream City                                                 |      | | c, e, g, h                               |
| Cream Sausage                                              |      | Züchter: Domaine Public (Fr) | c, d, f, g, h, j, m                      |
| Creativ                                                    |      | | j                                        |
| Creativo                                                   |      | Züchter: Clause (Fr) | j, o                                     |
| Creato                                                     |      | | j                                        |
| Credito                                                    |      | | j                                        |
| Crema                                                      |      | | c, d                                     |
| Creme                                                      |      | | n                                        |
| Crème Brulée (oder: Krem-Brulé)                            |      | | c, d                                     |
| Creola                                                     |      | | j                                        |
| Creole                                                     |      | | c, d, e, g, h                            |
| Creon                                                      |      | | j                                        |
| Crescendo                                                  |      | | j, o                                     |
| Creso                                                      |      | Züchter: Degreef Paul | j, o                                     |
| Creta                                                      |      | Züchter: Seminis Veget.Seeds Inc | j, o                                     |
| Crimea                                                     |      | | n                                        |
| Crimean                                                    |      | | c, d                                     |
| Crimean Rose                                               |      | | d                                        |
| Crimson 4                                                  |      | | g, h                                     |
| Crimson Cocktail                                           |      | | j                                        |
| Crimson Crush                                              |      | | j                                        |
| Crimson Cushion                                            |      | | c, d                                     |
| Crimson Delight                                            |      | | c, d, e                                  |
| Crimson Fancy F1                                           |      | | d                                        |
| Crimson Jack                                               |      | | c, d                                     |
| Crimson Splinter                                           |      | | c, d                                     |
| Crimson Vee                                                |      | | g, h                                     |
| Criollo                                                    |      | | j                                        |
| Criollo De Quezaltepeque (oder: Criolla Quetzaltepeque)    |      | | d                                        |
| Cris                                                       |      | | j                                        |
| Crisol                                                     |      | Züchter: Semillas Fito, S.A. | j, o                                     |
| Crisol Sw (oder: Sf 52/02)                                 |      | | j                                        |
| Crisolita                                                  |      | | j                                        |
| Crisos                                                     |      | | j                                        |
| Crispa                                                     |      | | g, h                                     |
| Crispino                                                   |      | | j, o                                     |
| Crispino Plum                                              |      | | j, o                                     |
| Crista                                                     |      | Reifezeit: 70 Tage. | i (31. August 2016)                      |
| Cristal                                                    |      | Züchter: Clause Semences Sa (Fr) | j, o                                     |
| Cristal F1                                                 |      | Züchter: Clause | j, k                                     |
| Cristina                                                   |      | Züchter: F.A.Hebrew Uni-B.Gurion | j, o                                     |
| Cristy                                                     |      | | j                                        |
| Criterium                                                  |      | Züchter: Deruiterzonen Cv, Nl-266526 Bleiswijk | j, o                                     |
| Crnkovic Gold                                              |      | | c, d                                     |
| Crnkovic Yugoslavian                                       |      | | c, d, e, g, h                            |
| Croatian Heart                                             |      | | c, d                                     |
| Croja                                                      |      | | g, h                                     |
| Cromco                                                     |      | | g, h                                     |
| Cromex                                                     |      | Züchter: Seminis Veget.Seeds Inc | j, o                                     |
| Cromex 4053                                                |      | | j                                        |
| Cromo                                                      |      | | j                                        |
| Cronos                                                     |      | Züchter: Nunhems B.V. | j                                        |
| Cronos F1                                                  |      | | j, o                                     |
| Crosby                                                     |      | Züchter: Isi Sementi Spa | j                                        |
| Cross Country                                              |      | | f, g, h                                  |
| Crossfort                                                  |      | Züchter: Monsanto Vegetable Ip Management B.V. | j                                        |
| Crovarese                                                  |      | Züchter: La Semiorto Sementi Srl | j                                        |
| Crown                                                      |      | | g, h, j                                  |
| Crown Jewel                                                |      | | j                                        |
| Cruise                                                     |      | | c, d, g, h                               |
| Cruiser                                                    |      | Züchter: Isi Sementi Spa | j                                        |
| Cruzeiro                                                   |      | Züchter: Enza Zaden Beheer B.V. | j, o                                     |
| Crven                                                      |      | | c, d                                     |
| Crvena On                                                  |      | Züchter: Yuksel Seed Ltd (Tr) | j                                        |
| Crveni Srcolik                                             |      | | n                                        |
| Crystal F1                                                 |      | Züchter: Agri-Saaten GmbH | j, o                                     |
| Cs 160/69                                                  |      | | j                                        |
| Cs 161/69                                                  |      | | j                                        |
| Cs 22/64                                                   |      | | j                                        |
| Cs 9/67                                                    |      | | j                                        |
| Cseresznye Alaku                                           |      | | c, d, g, h                               |
| Csikos Botermo                                             |      | | c, d, e, g, h                            |
| Cta 1 (oder: Sellam)                                       |      | | j                                        |
| Cta 2 (oder: Destan)                                       |      | | j                                        |
| Cta 3 (oder: Heyran)                                       |      | | j                                        |
| Cuate                                                      |      | | j                                        |
| Cuatomate                                                  |      | | c, d, e, g, h                            |
| Cuautli Salubong                                           |      | | d                                        |
| Cuba                                                       |      | | j                                        |
| Cuba C 2781                                                |      | | g, h                                     |
| Cuban Black                                                |      | | c, d, g, h, n                            |
| Cuban Pink                                                 |      | | c, d, e, g, h, m, n                      |
| Cuban Yellow Grape                                         |      | | c, d                                     |
| Cubana                                                     |      | Züchter: Clause, S.A. | j, o                                     |
| Cubilio                                                    |      | | j                                        |
| Cubrix                                                     |      | Züchter: Prisma Sementi S.R.L. | j                                        |
| Cudlow Cross                                               |      | | j                                        |
| Cudo Rynka                                                 |      | | g, h                                     |
| Cuenca                                                     |      | | j                                        |
| Cuerido                                                    |      | | j                                        |
| Cuerno De Piemiento                                        |      | | n                                        |
| Cuervo                                                     |      | | j                                        |
| Cuisine                                                    |      | | j                                        |
| Culcitula                                                  |      | | g, h                                     |
| Culina                                                     |      | Züchter: De Ruiter Seed C.V. | a, j, o                                  |
| Culina F1                                                  |      | | c                                        |
| Culstrage                                                  |      | | c, d                                     |
| Cumbia                                                     |      | Züchter: P.Breed.Int.Cambridge | j, o                                     |
| Cumquat                                                    |      | Züchter: Syngenta Seeds B.V. | j, o                                     |
| Cumulus                                                    |      | Züchter: Asmer Seeds Ltd | j, o                                     |
| Cuneo Giant Pear                                           |      | | c, d                                     |
| Cunero                                                     |      | Züchter: De Ruiter Seeds | j, o                                     |
| Cuor De Bue Eddie                                          |      | | f                                        |
| Cuor Di Bue (oder: Cuore Di Bue)                           |      | Züchter: Sativa Coop (It) | j, m                                     |
| Cuor Di Bue Ligure                                         |      | | j                                        |
| Cuoralba                                                   |      | | j, o                                     |
| Cuorbenga                                                  |      | Züchter: Blumen Group S.P.A | j, o                                     |
| Cuore Del Drago                                            |      | | c, d                                     |
| Cuore Del Ponente                                          |      | Züchter: Blumen Group S.P.A | j                                        |
| Cuore Di Toro                                              |      | | c, d                                     |
| Cuoresisto                                                 |      | | j, o                                     |
| Cuostralée                                                 |      | | c, d, f, m                               |
| Cuostralée Pink                                            |      | | c, d                                     |
| Cup Of Moldova                                             |      | | c, d                                     |
| Cuper                                                      |      | Züchter: Semillas Fito, S.A. | j, o                                     |
| Cupid                                                      |      | | j                                        |
| Cupidissimo                                                |      | Züchter: Hm Clause Sa (Fr) | j, o                                     |
| Cupido                                                     |      | | a, c, j, o                               |
| Cupuliformis                                               |      | | g, h                                     |
| Cura                                                       |      | | j                                        |
| Curabel                                                    |      | | j                                        |
| Curato                                                     |      | | j                                        |
| Curbaresi                                                  |      | | f, g, h                                  |
| Curesto                                                    |      | | j                                        |
| Curley Caley                                               |      | | c, d, e, f                               |
| Currant Like                                               |      | | g, h                                     |
| Currant Sweet Pea                                          |      | | c                                        |
| Curranto                                                   |      | | j, o                                     |
| Currier                                                    |      | | c, d                                     |
| Curro                                                      |      | | j                                        |
| Curry                                                      |      | | c, d, e, g, h                            |
| Curta                                                      |      | | g, h                                     |
| Curvata                                                    |      | | g, h                                     |
| Curvifolia                                                 |      | | g, h                                     |
| Custozo                                                    |      | Züchter: Nirit Seeds Ltd | j                                        |
| Cutter                                                     |      | | j                                        |
| Cuyano                                                     |      | | c, d                                     |
| Cuzco                                                      |      | Züchter: Sakata Seed America Inc (Us) | d, j                                     |
| Cx 8106                                                    |      | Züchter: Campbell Soup Company, Campbell Institute For Research And Technology | j, o                                     |
| Cxd 142                                                    |      | | j                                        |
| Cxd 187                                                    |      | | j, o                                     |
| Cxd 203                                                    |      | | j, o                                     |
| Cxd 204                                                    |      | | j                                        |
| Cxd 206                                                    |      | | j, o                                     |
| Cxd 219                                                    |      | | j, o                                     |
| Cxd 219 F1                                                 |      | | j                                        |
| Cxd 221                                                    |      | Züchter: Campbell's Seeds | j, o                                     |
| Cxd 222                                                    |      | | j, o                                     |
| Cxd 223                                                    |      | | j, o                                     |
| Cxd 230                                                    |      | | j                                        |
| Cxd 234                                                    |      | | j                                        |
| Cxd 243                                                    |      | | j, o                                     |
| Cxd 244                                                    |      | | j, o                                     |
| Cxd 250                                                    |      | | j, o                                     |
| Cxd 254                                                    |      | | j, o                                     |
| Cxd 255                                                    |      | | j, o                                     |
| Cxd 258                                                    |      | | j, o                                     |
| Cxd 262                                                    |      | | j, o                                     |
| Cxd 263                                                    |      | | j, o                                     |
| Cxd 274                                                    |      | | j, o                                     |
| Cxd 277                                                    |      | | j, o                                     |
| Cxd 280                                                    |      | | j, o                                     |
| Cxd 285                                                    |      | | j, o                                     |
| Cxd 286                                                    |      | | j, o                                     |
| Cxd 291                                                    |      | | j, o                                     |
| Cxd 293                                                    |      | | j, o                                     |
| Cxd 294                                                    |      | | j, o                                     |
| Cyclade                                                    |      | Züchter: Gautier Semences Sas (Fr) | j                                        |
| Cyclon                                                     |      | | j                                        |
| Cykada                                                     |      | Züchter: Instytut Ogrodnictwa | j                                        |
| Cymbal                                                     |      | Züchter: Krishidhan Seeds Europe B.V. | j                                        |
| Cypriana                                                   |      | Züchter: Clause - Tezier (Fr) | j                                        |
| Cyprienne                                                  |      | | j                                        |
| Cyril's Choice                                             |      | | c, d, f                                  |
| Cyrila                                                     |      | Züchter: Clause - Tezier (Fr) | j                                        |
| Cyro                                                       |      | Züchter: Gautier Semences Sas (Fr) | j                                        |
| Cytare                                                     |      | Züchter: Tezier Sa (Fr) | j                                        |
| Cytrynek Groniasty                                         |      | Züchter: Torseed Przedsiebiorstwo Nasiennictwa Ogrodniczego I Szkolkarstwa S.A. | j                                        |
| Czarnogotowki                                              |      | | c, d                                     |
| Czech Plum                                                 |      | | c, d                                     |
| Czech Select                                               |      | | c, d                                     |
| Czech's Bush                                               |      | | c, d                                     |
| Czech's Excellent Yellow                                   |      | | c, d                                     |